# Хлебников, Велимир
Велими́р Хле́бников (в прижизненных изданиях также Велемір, Велемир, настоящее имя Виктор Владимирович Хлебников; 28 октября [9 ноября] 1885, Малые Дербеты, Астраханская губерния — 28 июня 1922[…], Ручьи, Новгородский округ) — русский поэт и прозаик, один из крупнейших деятелей русского авангарда. Входил в число основоположников русского футуризма; реформатор поэтического языка, экспериментатор в области словотворчества и зауми, «председатель земного шара». Высшую оценку Хлебникову дал знавший его лично Роман Якобсон: «Был он, коротко говоря, наибольшим мировым поэтом нынешнего <двадцатого> века…».

## Биография

### Ранние годы (1885—1908)
Виктор Владимирович Хлебников родился 28 октября (9 ноября) 1885 года в главной ставке Малодербетовского улуса Астраханской губернии (ныне село Малые Дербеты, Калмыкия). Отец — Владимир Алексеевич Хлебников — естественник-орнитолог, мать — Екатерина Николаевна Хлебникова (урождённая Вербицкая), историк по образованию. Виктор был третьим ребёнком в семье (позже у его родителей родилось ещё двое детей, одна из которых — художница Вера Хлебникова).
О месте своего рождения Хлебников писал: «Родился… в стане монгольских исповедующих Будду кочевников… в степи — высохшем дне исчезающего Каспийского моря». По отцовской линии поэт происходил из старинного купеческого рода — его прадед Иван Матвеевич Хлебников был купцом первой гильдии и потомственным почётным гражданином Астрахани. Имеет также армянские корни (Алабовы).
Семье Хлебниковых по службе Владимира Алексеевича приходилось часто переезжать с места на место: в 1891 году отец семейства был переведён в Волынскую губернию, в 1895 — в Симбирскую. В Симбирске Виктор начал свою учёбу в гимназии.
В 1898 году семья переехала в Казань, где Виктор поступил в 3-ю казанскую гимназию. Летом 1902 года посещал орнитологические курсы. Через пять лет он окончил курс гимназии, осенью 1903 года поступил на математическое отделение физико-математического факультета Казанского университета. В ноябре того же года после участия в студенческой демонстрации был арестован и месяц провёл в тюрьме. В феврале 1904 года Виктор подаёт прошение об увольнении из числа студентов университета. Летом этого же года подаёт прошение о зачислении на естественное отделение физико-математического факультета Казанского университета, где и продолжает обучение.
К 1904 году относятся первые известные литературные опыты Хлебникова, он даже пытается опубликовать пьесу «Елена Гордячкина», послав её в издательство «Знание» Максиму Горькому, но безуспешно. В 1904—1907 годах занимается орнитологическими исследованиями, участвует в экспедициях в Дагестан и на Северный Урал, публикует несколько статей по орнитологии. Тогда же пытался самостоятельно начать изучение японского языка, думая найти в нём особые формы выразительности, и увлёкся творчеством русских символистов, особенно Фёдора Сологуба.

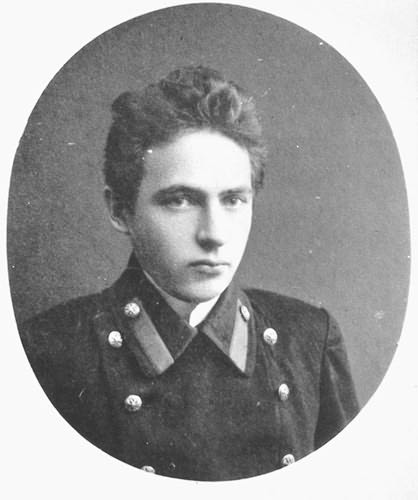
Велимир Хлебников (1908)

Русско-японская война и произошедшее в ходе неё Цусимское сражение оказали большое влияние на Хлебникова и побудили его начать поиски «основного закона времени», пытаться найти оправдание смертям. Впоследствии Хлебников писал: «Мы бросились в будущее с 1905 года».
Принятый в декабре 1906 года в Общество естествоиспытателей Казанского университета на правах члена-сотрудника и издавший статью об открытии во время одной из экспедиций нового вида кукушки, Хлебников уже после 1906 года практически перестал уделять внимание как орнитологии, так и занятиям в университете, сосредоточившись на литературе. Примерно в это время он пишет масштабное прозаическое произведение «Еня Воейков», которое осталось незаконченным, но явилось важным этапом творческого становления Хлебникова. Кроме того, в этот период им было написано большое количество стихотворений. Начался «словотворческий» период в творчестве Хлебникова.
В марте 1908 года решился послать свои стихи поэту-символисту Вячеславу Иванову, чья статья «О весёлом ремесле и умном веселии», опубликованная в 1907 году в журнале «Золотое руно», произвела на него большое впечатление. Весной 1908 года в Судаке состоялось и личное знакомство. Попавший под влияние Иванова Хлебников в этот период написал около сотни стихотворений и пьесу «Таинство дальних», полную аллюзий на античную мифологию. В этих произведениях прослеживается влияние символизма.
В сентябре 1908 был зачислен на третий курс естественного отделения физико-математического факультета Санкт-Петербургского университета и переехал в Санкт-Петербург. Главной причиной переезда было желание серьёзно заниматься литературой.

### В кругу символистов (1908—1909)
В Петербурге сблизился с кругом молодых поэтов и начал, по его собственным словам, вести богемную жизнь. В этот период Хлебников знакомится с символистами Алексеем Ремизовым и Сергеем Городецким, посещает поэтические вечера. Увлечение языческой Русью и народным русским языком способствовало особенному сближению с Ремизовым. Квартира Ремизова стала первым литературным домом, где стал появляться Хлебников. Славянская тема же нашла отражение во многих произведениях Хлебникова того периода. В частности, в пьесе «Снежимочка» в числе действующих лиц оказывается целый пантеон выдуманных Хлебниковым языческих божеств, таких как снезини, смехини, Березомир, Древолюд и другие. Это было прямым продолжением начатой символистами тенденции возобновления интереса к мифам: в те же годы выходят в свет стихи Александра Блока на тему России, книги Ремизова «Лимонарь» и «Посолонь», а также поэтические сборники Городецкого «Ярь» и «Перун» — все эти произведения были так или иначе связаны со славянской мифологией. Вячеслав Иванов в те годы писал: «Оживление интереса к мифу — одна из отличительных черт новейшей нашей поэзии».
К этому времени относится кратковременное увлечение Хлебникова идеей воинственного панславизма. 16 (29) октября 1908 в петербургской газете «Вечер» было напечатано анонимное «Воззвание учащихся славян», написанное Хлебниковым. «Воззвание…» призывало к вооружённой борьбе за свободу славянских народов Восточной Европы. Появление его было связано с Боснийским кризисом; тем не менее, уже в конце ноября того же года отошёл от принципов, заявленных в «Воззвании».
В сентябре 1908 года познакомился с Василием Каменским, заместителем главного редактора журнала «Весна», и уже в следующем месяце состоялся дебют Хлебникова в печати: в октябрьском номере «Весны» появилось наполненное неологизмами стихотворение в прозе «Искушение грешника»:

…И были многие и многия: и были враны с голосом: «смерть!» и крыльями ночей, и правдоцветиковый папоротник, и врематая избушка, и лицо старушонки в кичке вечности, и злой пёс на цепи дней, с языком мысли, и тропа, по которой бегают сутки и на которой отпечатлелись следы дня, вечера и утра… и стояла ограда из времового тёсу, и скорбеветвенный страдняк ник над водой, и было озеро, где вместо камня было время, а вместо камышей шумели времыши.

Большую часть 1909 года (вплоть до августа, с небольшим перерывом в мае) поэт провёл в Святошине, пригороде Киева, где жили его родственники — семья Варвары Николаевны Рябчевской (Вербицкой). С ними у Хлебникова установились близкие отношения, а в Марию Рябчевскую, дочь Варвары Николаевны, он был некоторое время влюблён и посвятил ей несколько стихотворений.
В апреле 1909 года начала работу «Академия стиха» на «башне» Вячеслава Иванова. «Башней» называлась квартира Иванова, находившаяся на последнем этаже дома 35 по Таврической улице, с круглой угловой комнатой. Её посещал и Хлебников в конце мая 1909 и после возвращения из Святошина.
Вообще в этот период Хлебников пишет немного, однако именно к лету 1909 относится посвящённая Вячеславу Иванову поэма или рассказ (исследователи творчества Хлебникова затрудняются определить, чем является это произведение) «Зверинец»:

О, Сад, Сад!

Где железо подобно отцу, напоминающему братьям, что они братья, и останавливающему кровопролитную схватку.

Где немцы ходят пить пиво.

А красотки продавать тело.

Где орлы сидят подобны вечности, означенной сегодняшним, ещё лишённым вечера, днём.

Где верблюд, чей высокий горб лишён всадника, знает разгадку буддизма и затаил ужимку Китая.

Где олень лишь испуг, цветущий широким камнем.

Где наряды людей баскующие.

Где люди ходят насупившись и сумные.

А немцы цветут здоровьем.

Где чёрный взор лебедя, который весь подобен зиме, а чёрно-жёлтый клюв — осенней рощице, — немного осторожен и недоверчив для него самого…

В сентябре подал прошение о переведении его на факультет восточных языков по разряду санскритской словесности, но, передумав, изменил свой выбор на историко-филологический факультет славяно-русского отделения.
Осенью поэт познакомился с Николаем Гумилёвым, А. Н. Толстым; сблизился с Михаилом Кузминым (в письме матери от 16 (29) октября 1909 Хлебников называет Кузмина своим учителем). Осенью же произошла перемена имени Хлебникова — он взял себе творческий псевдоним Велимир, южнославянское имя, означающее «большой мир». Поэт стал членом «Академии стиха» (или «Общества ревнителей художественного слова»). Его стихи готовятся в печать в журнале «Аполлон», организованном кругом Вячеслава Иванова, но в письме брату Александру Хлебников признавался, что не испытывает восторга по этому поводу, так как журналом руководили поэты, иначе, чем он, воспринимавшие символизм — Кузмин, Гумилёв, Городецкий. В итоге стихи Хлебникова в «Аполлоне» так и не появились. Творчество его не вызывает особого восторга в кругу символистов, но, несмотря на это, он переживает творческий подъём и осенью 1909 года пишет много стихотворений, поэму «Журавль» и драму «Госпожа Лени́н».

### Появление будетлянства (1910—1911)

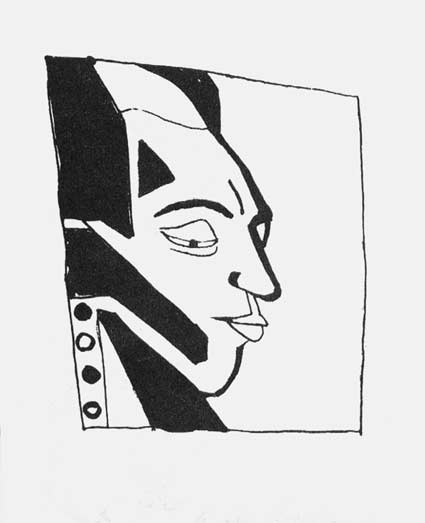
Велимир Хлебников, портрет работы Владимира Бурлюка, 1913

К началу 1910 года Хлебников уже перестал посещать «Академию стиха». В феврале Василий Каменский познакомил его с другим крылом нового искусства: художником Михаилом Матюшиным, его женой поэтессой Еленой Гуро, братьями Давидом, Владимиром и Николаем Бурлюками. Вскоре Хлебников переехал жить в квартиру Бурлюков.
«Аполлон» отказался напечатать «Зверинец» и несколько стихотворений Хлебникова, но в марте 1910 года его стихотворение «Заклятие смехом» появилось в сборнике «Студия импрессионистов» под редакцией Николая Кульбина:

О, рассмейтесь, смехачи!

О, засмейтесь, смехачи!

Что смеются смехами, что смеянствуют смеяльно,

О, засмейтесь усмеяльно!

О, рассмешищ надсмеяльных — смех усмейных смехачей!

О, иссмейся рассмеяльно, смех надсмейных смеячей!

Смейево, смейево,

Усмей, осмей, смешики, смешики,

Смеюнчики, смеюнчики.

О, рассмейтесь, смехачи!

О, засмейтесь, смехачи!
Деятельность Кульбина устраивала Каменского, Д. Бурлюка и Хлебникова не в полной мере, что привело к тому, что они основали собственную группу — «будетляне» (от слова будет) и начали готовить выпуск сборника, который решено было назвать «Садок судей». Книга увидела свет в апреле 1910 года. Она была выпущена тиражом 300 экземпляров в издательстве «Журавль» Матюшина и Гуро без буквы ѣ и твёрдого знака на конце слов. В «Садке…» из произведений Хлебникова были напечатаны «Зверинец», первая часть драмы «Маркиза Дэзес» и начало поэмы «Журавль». Сборник был воспринят как открытая конфронтация с литературным миром. Валерий Брюсов писал о нём: «Сборник переполнен мальчишескими выходками дурного вкуса, и его авторы прежде всего стремятся поразить читателя и раздразнить критиков». Будетлян можно назвать первой футуристической группой в русской литературе.
Летом 1910 года Хлебников уехал вместе с Бурлюками в Таврическую губернию, где Давид Фёдорович Бурлюк (отец братьев Давида, Николая и Владимира) служил в селе Чернянка управляющим имением графа Мордвинова. После этой поездки у будетлян появилось ещё одно самоназвание — «Гилея», по древнему названию этой местности. Хлебников много пишет, но его новые стихи уже не столь радикальны и содержат гораздо меньше неологизмов. Например:

Слоны бились бивнями так,

Что казались белым камнем

Под рукой художника.

Олени заплетались рогами так,

Что казалось, их соединял старинный брак

Со взаимными увлечениями и взаимной неверностью.

Реки вливались в море так,

Что казалось: рука одного душит шею другого.
В 1911 году началось активное увлечение Хлебникова числами и закономерностями исторического развития (из письма брату Александру Хлебникову: «Я усердно занимаюсь числами и нашёл довольно много закономерностей»). В это время он снова испытывает творческий кризис, но собирается издать отдельный том своих произведений. В печати, однако, в ближайшие два года так ничего и не появилось, а Хлебников, вместо того, чтобы улаживать дела с публикацией сборника, летом 1911 отправился в речное путешествие в Астрахань. К тому моменту Хлебников был уже исключён из университета за неуплату (это произошло в июне), что окончательно поссорило его с родителями, не одобрявшими литературные занятия Велимира.
Осенью поэт послал министру А. А. Нарышкину письмо, озаглавленное «Очерк значения чисел и о способах предвидения будущего».

### Издание первых книг (1912)

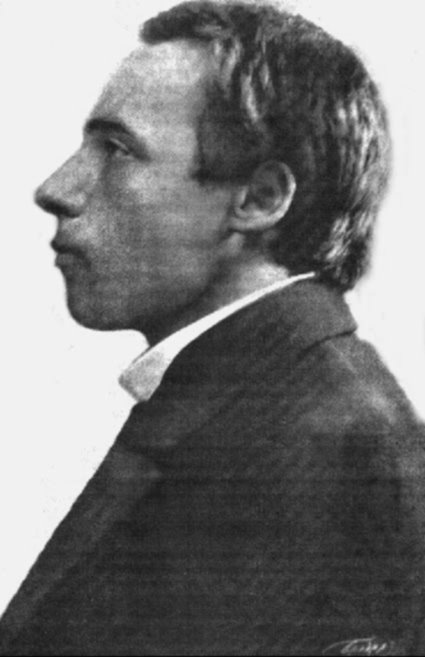
Велимир Хлебников в 1913 году

К 1912 году со времени выхода «Садка судей» прошло уже почти два года, за которые будетляне не предпринимали никаких действий. Тогда Давид Бурлюк пригласил в группу двух молодых поэтов — Владимира Маяковского и Алексея Кручёных. Особенно близко Хлебников тогда сошёлся с Кручёных, стихи которого были несколько сродни творчеству Хлебникова в том, что касается словотворчества и экспериментов со словом.
1912 год ознаменовался для Хлебникова изданием первой книги. В мае в Херсоне на средства автора с рисунками Владимира Бурлюка была издана брошюра «Учитель и ученик», в которой Хлебников попытался рассказать о найденных им «законах времени», в том числе предсказал бурные российские события 1917 года, Февральскую и Октябрьскую революции: «Не сто́ит ли ждать в 1917 году падения государства?». Вскоре, в августе, в Москве была опубликована «Игра в аду», поэма, написанная в соавторстве Кручёных и Хлебниковым; в ноябре вышла ещё одна совместная работа двух поэтов «Мирсконца». Эти книги, выпускавшиеся в основанном Кручёных издательстве «ЕУЫ», были сделаны в технике литографии, причём текст на литографском камне был написан Кручёных от руки (в предисловии авторы высказывали мнение, что почерк очень влияет на восприятие текста).

### Оформление движения футуристов (1912—1913)
В том же году футуристы (тогда уже будетляне и их сподвижники стали называть себя этим словом) начали активно пропагандировать свою деятельность. Проходят выставки художников-авангардистов (возглавляемая Давидом Бурлюком группа «Бубновый валет», «Ослиный хвост» во главе с Натальей Гончаровой и Михаилом Ларионовым), проходят диспуты с участием футуристов, Маяковский читает свои стихи в арт-кафе «Бродячая собака». Тогда же гилейцы (они же кубофутуристы, существовал ещё и эгофутуризм Игоря Северянина) стали готовить стихотворный сборник. Финансировать его издание вызвались два поклонника нового искусства — авиатор, брат Леонида Кузьмина Георгий Кузьмин и музыкант Сергей Долинский.

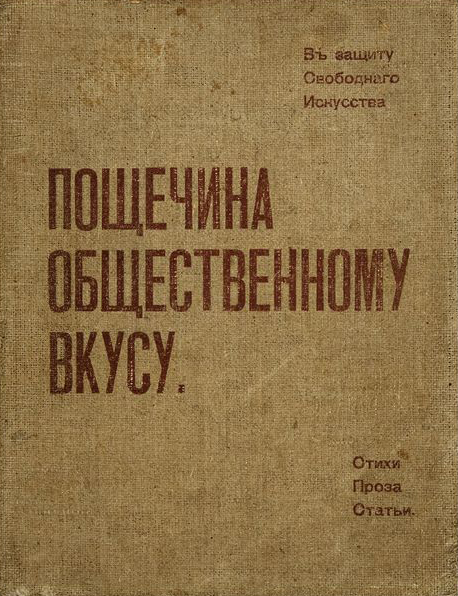
Обложка сборника футуристов «Пощёчина общественному вкусу», 1912

Сборник, названный «Пощёчина общественному вкусу», увидел свет 18 (31) декабря. Предварявший его манифест, написанный Бурлюком, Кручёных, Маяковским и Хлебниковым, призывал «бросить Пушкина, Достоевского, Толстого и проч., и проч., с парохода современности», содержал обвинения в адрес самых авторитетных русских литераторов («Всем этим Максимам Горьким, Куприным, Блокам, Сологубам, Аверченко, Чёрным, Кузминым, Буниным и проч., и проч. — нужна лишь дача на реке»), а также утверждал важный для творчества Хлебникова принцип права поэта «на увеличение словаря поэта в его объёме произвольными и производными словами (Слово — новшество)». Надо заметить, что Хлебников пытался протестовать против некоторых положений манифеста: в частности, требовал вычеркнуть Кузмина, одного из первых своих учителей, из списка «тех, кому нужна лишь дача на реке», однако в итоге уступил.
Значительную часть сборника (почти половину) составляли стихи Хлебникова, в том числе знаменитое стихотворение «Кузнечик»:

Крылышкуя золотописьмом

Тончайших жил,

Кузнечик в кузов пуза уложил

Прибрежных много трав и вер.

«Пинь, пинь, пинь!» — тарарахнул зинзивер.

О, лебедиво!

О, озари!
Критика встретила сборник в штыки (один из отзывов: «Вымученный бред претенциозно бездарных людей»), но книга была раскуплена довольно быстро. Уже через два месяца, в феврале 1913, футуристы издали листовку с тем же названием («Пощёчина общественному вкусу»), где Хлебников был назван гением и великим поэтом современности. Затем сразу же появляется второй «Садок судей», большую часть которого опять занимают произведения Хлебникова, в том числе поэма «Шаман и Венера»; в марте — совместный сборник футуристов и группы художников «Союз молодёжи»; в этой книге появилась поэма Хлебникова «Война — смерть».

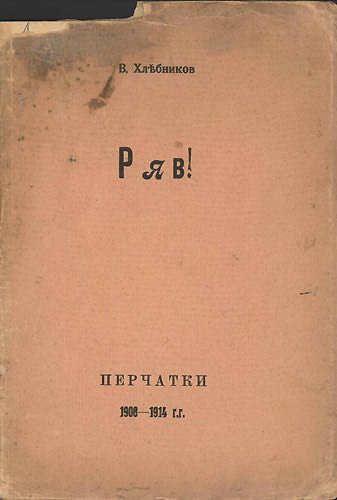
Обложка сборника Хлебникова «Ряв», 1913

В первой половине 1913 года Хлебников на постоянной основе сотрудничал с газетой «Славянин», просуществовавшей до июля, и работал над сверхповестью (изобретённый им жанр) «Дети Выдры», а после этого опять уехал в Астрахань, где в тот момент жили его родители. Там поэт пробыл до сентября, и состоявшийся летом съезд футуристов, на котором был принят ещё один манифест, прошёл без его участия.
Осенью продолжились скандалы с участием футуристов и в том числе Хлебникова: Давид Бурлюк выступил с циклом лекций «Пушкин и Хлебников», где называл Пушкина «мозолью русской литературы»; Хлебникова вызвал на дуэль после ссоры в «Бродячей собаке» Осип Мандельштам (дуэль не состоялась); наконец, в октябре появился ещё один манифест, написанный Кручёных и Хлебниковым без участия остальных футуристов. Он прилагался к сборнику «Слово как таковое». В манифесте было сформулировано понятие заумного языка:

Живописцы будетляне любят пользоваться частями тел, разрезами, а будетляне речетворцы разрубленными словами, полусловами и их причудливыми хитрыми сочетаниями (заумный язык).

За манифестом последовали скандальные постановки театра кубофутуристов «Будетлянин», в том числе и опера «Победа над солнцем», пролог к которой написал Хлебников; в начале 1914 года состоялся визит в Россию родоначальника итальянского футуризма Филиппо Маринетти, на лекциях которого Хлебников, отрицавший преемственность русского футуризма от европейского, демонстративно отсутствовал, из-за чего поссорился со многими своими друзьями. Более того, во время одного из чествований Маринетти в Петербурге раздавалась составленная Хлебниковым и Бенедиктом Лившицем листовка, осуждавшая преклонение перед Маринетти и утверждавшая приоритет русского футуризма: «Сегодня иные туземцы и итальянский посёлок на Неве из личных соображений припадают к ногам Маринетти, предавая первый шаг русского искусства по пути свободы и чести, и склоняют благородную выю Азии под ярмо Европы…»

### Первые авторские сборники (1913—1914)

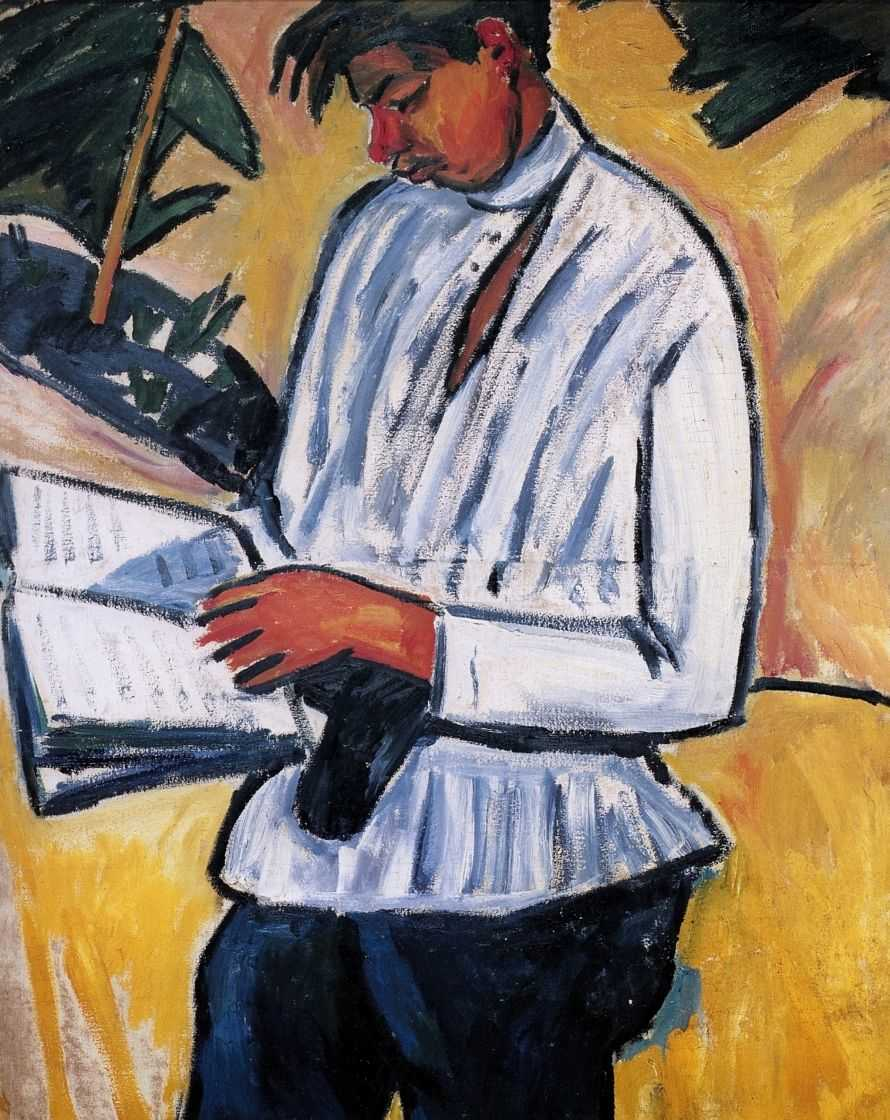
Портрет Хлебникова кисти Михаила Ларионова

Декабрь 1913 года был ознаменован публикацией первого авторского поэтического сборника Хлебникова. Он получил название «Ряв!» и был издан при помощи Алексея Кручёных. Уже в феврале 1914 года Давид Бурлюк (с которым Хлебников был в ссоре из-за разногласий по поводу Маринетти) издал первый том собрания сочинений Хлебникова, снабдив его восторженным предисловием: «Хлебников указал новые пути поэтического творчества!.. Хлебниковым созданы вещи, подобных которым не писал до него ни в русской, ни в мировых литературах никто». Почти одновременно с этой книгой в Петербурге в издательстве Матюшина вышел «Изборник стихов». По причине уже упомянутой ссоры, Хлебников с неодобрением воспринял издание Бурлюка, но приветствовал публикацию «Изборника». Вообще же к весне 1914 года Хлебников был в ссоре со многими своими друзьями и несколько разочаровался в футуризме. Тогда он предпринял попытку присоединиться к «Цеху поэтов», группе акмеистов, но уже в апреле «Цех…» перестал существовать. К 1915 году практически распалась и «Гилея», и Маяковский в статье «Капля дёгтя» (1915) признал, что «футуризм умер как особенная группа».

### Новые поиски «Законов времени» (1914—1916)

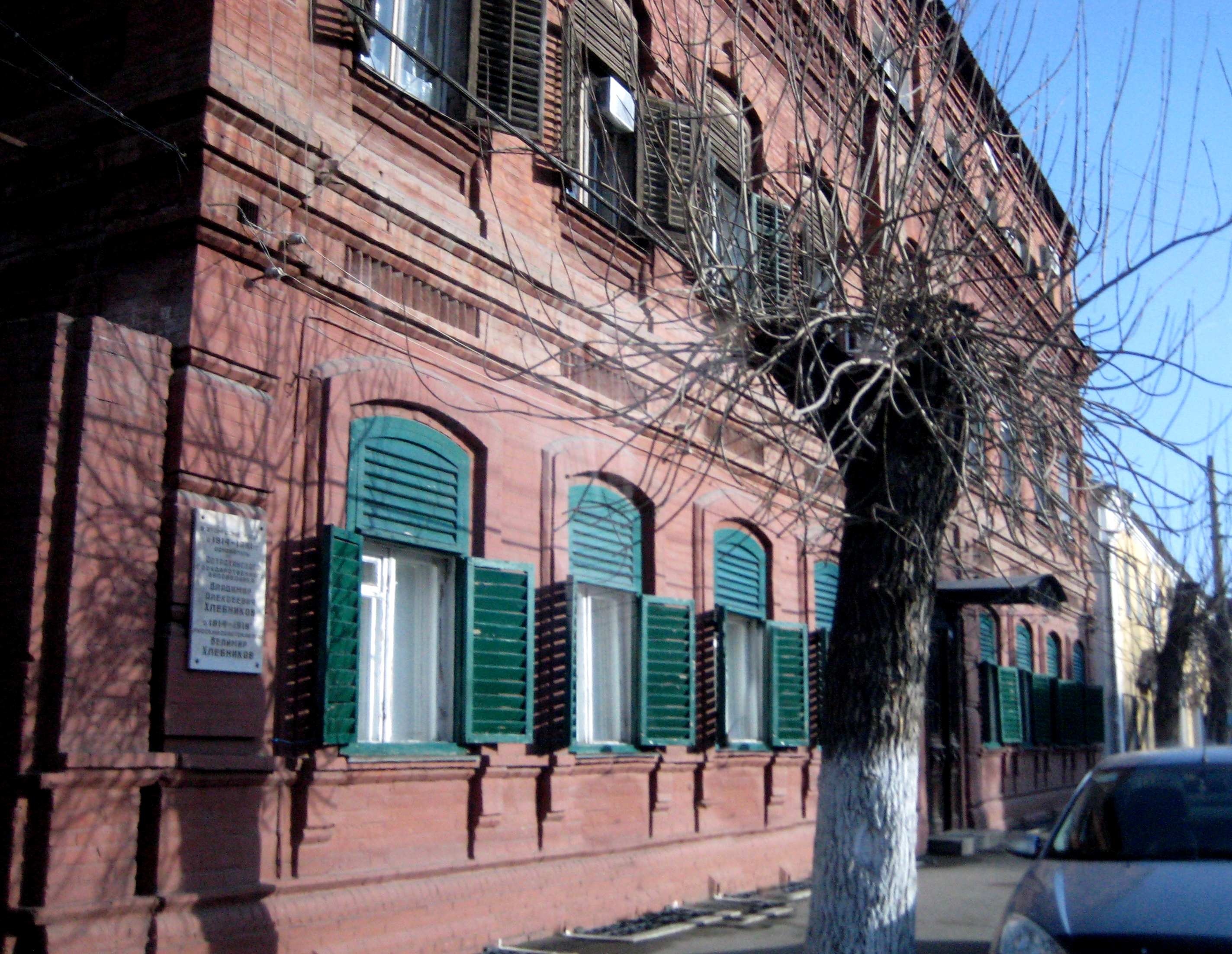
Дом Хлебникова в Астрахани, ныне музей поэта

19 июля (1 августа) 1914 года началась Первая мировая война. Как и русско-японская, она побудила Хлебникова к поискам неких исторических закономерностей, которые помогли бы предвидеть события и не допустить новых войн. Этим он начинает заниматься летом, во время того, как снова гостит у родителей в Астрахани. В это же время у него завязался роман с московской актрисой Надеждой Николаевой, и Хлебников некоторое время гостил у неё. В сентябре он возвратился в Петербург (уже ставший Петроградом) и два месяца жил рядом с Кручёных в Шувалове, пригороде столицы, после чего снова уехал в Астрахань.
Несмотря на свои исторические исследования, Хлебников продолжал писать стихи, на которых тоже отразилась эта тема:

Усадьба ночью, чингисхань!

Шумите, синие берёзы.

Заря ночная, заратустрь!

А небо синее, моцарть!

И, сумрак облака, будь Гойя!

Ты ночью, облако, роопсь!..
На этих же изысканиях основан и рассказ «Ка», написанный в том же году.

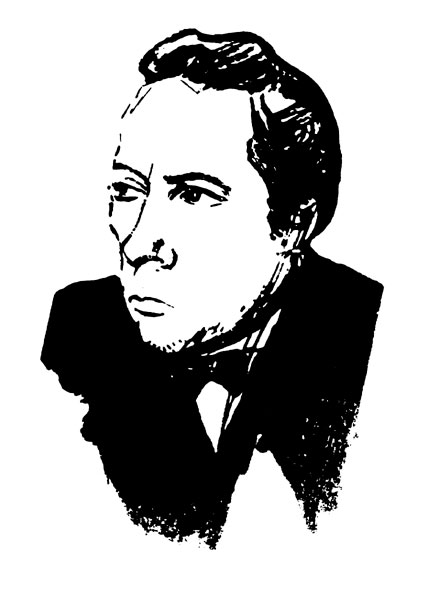
Велимир Хлебников, портрет работы Владимира Маяковского, 1916

1915 год поэт проводит в разных местах: в начале года он живёт в Астрахани, летом в Москве и на даче у Бурлюков в Михалёве, во второй половине года — в Петрограде с частыми посещениями дачной местности Куоккала (ныне посёлок Репино в Курортном районе Санкт-Петербурга), где в то время находились дачи многих деятелей искусства и где собиралась богема. В это время футуристы сблизились с Ильёй Репиным и часто бывали на его даче; Хлебников же чаще посещал дачу Юрия Анненкова.

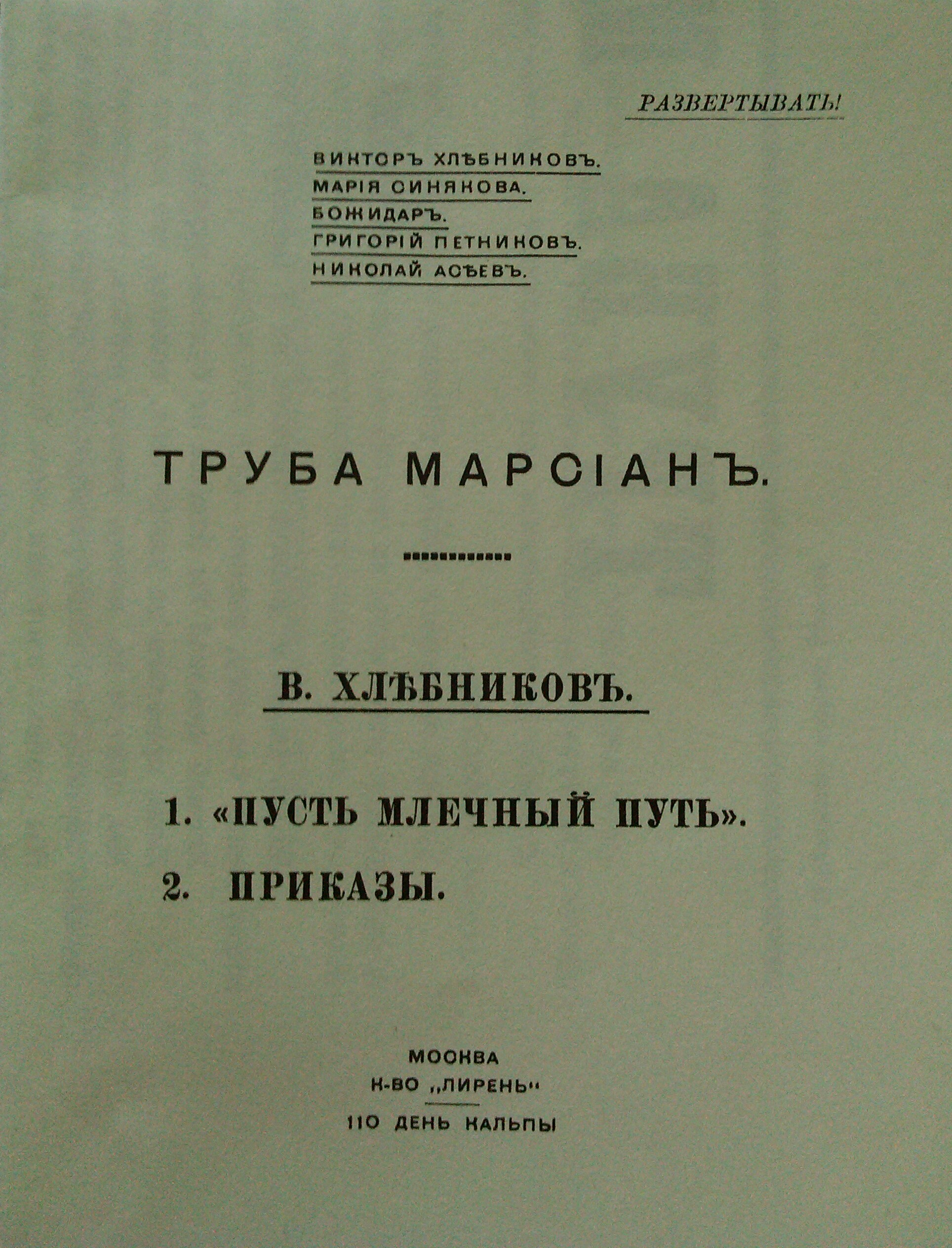
Манифест Хлебникова «Труба Марсиан», выпущенный в 1916 году

 «Законы времени» Хлебников пытается применить не только к народам и цивилизациям, но и к отдельным людям: к примеру, на основе труда Лернера «Труды и дни Пушкина» он вычислил закономерность, согласно которой все значимые события в жизни Пушкина происходили с промежутком в 317 дней (число 317 Хлебников называл одним из важнейших в судьбах людей и народов ещё в брошюре «Учитель и ученик»). Доклад, посвящённый этому, а также связи между скоростью света и скоростями Земли, Хлебников прочитал перед кругом учёных-математиков в квартире Осипа Брика, но не получил у них поддержки. 20 декабря 1915 (2 января 1916) Хлебников был избран друзьями виртуальным «Королём Времени». Чуть позже, в феврале 1916 года, было основано утопическое «Общество председателей Земного шара» или «Союз 317». Хлебников намеревался создать общество из 317 членов — лучших людей со всей планеты, которые бы правили идеальным всемирным «Государством времени». Намерения его были выражены в декларации «Труба марсиан», под которой стояло пять подписей, в том числе и уже за два года до этого покончившего с собой поэта Божидара. Одними из первых «председателей Земного шара», помимо самого Хлебникова, были новый друг Хлебникова Дмитрий Петровский и Вячеслав Иванов; затем в число председателей вошли (многие, правда, даже и не зная о том) Давид Бурлюк, Маяковский, Каменский, Асеев, Рюрик Ивнев, Кузмин, Рабиндранат Тагор и т. д.

### Филонов и Хлебников
В это время произошло сближение Велимира Хлебникова с Павлом Филоновым. Мимолётно образ его и мироощущение художника — в рассказе В. Хлебникова «Ка» (22 февраля — 10 марта 1915).

…Я встретил одного художника и спросил, пойдёт ли он на войну? Он ответил: «Я тоже веду войну, только не за пространство, а за время. Я сижу в окопе и отымаю у прошлого клочок времени. Мой долг одинаково тяжёл, что и у войск за пространство». Он всегда писал людей с одним глазом. Я смотрел в его вишнёвые глаза и бледные скулы. Ка шёл рядом. Лился дождь. Художник писал пир трупов, пир мести.

Мертвецы величаво и важно ели овощи, озарённые подобным лучу месяца бешенством скорби.
П. Филонов пишет портрет поэта и иллюстрирует его «Изборник» (1914), а в 1915 году публикует свою поэму «Пропевень о проросли мировой» с собственными иллюстрациями.
В творчестве Велимира Хлебникова и Павла Филонова наблюдается явное духовное родство и взаимное влияние: как в графических опытах Велимира Хлебникова — и изобразительных принципах Павла Филонова, так и в особенностях звучания, построения литературного языка последнего — и поэтического строя, метрики первого.
Упомянутое соавторство было единственным, как и единственным — этот случай участия П. Филонова в литографских изданиях футуристов, но выбор художника (или предложение к иллюстрированию) стихов Велимира Хлебникова — неслучаен.

Встреча произошла не только благодаря конгениальности поэта и художника, но и по причине внутреннего родства. В предвоенные годы Хлебникова и Филонова связывали дружеские отношения. Они виделись нечасто, но их встречи были встречами равных и творчески близких людей. В 1913 году Филонов написал портрет Хлебникова, бесследно исчезнувший. «Помню, — вспоминал Кручёных, — Филонов писал портрет „Велимира Грозного“, сделав ему на высоком лбу сильно выдающуюся, набухшую, как бы напряжённую мыслью жилу». Поэт и художник одинаково внимательно всматривались в архаику поэтическую и пластическую, стремясь расчистить словесный и образный архетипы от позднейших усложняющих напластований, вернуть слову и изображению первозданную чистоту и свежесть. Но кроме родственности творческих принципов есть совпадения совсем удивительные. Они относятся к стихам Филонова и к рисункам Хлебникова. В 1915 году Матюшин издал книгу Филонова «Проповень о проросли мировой», иллюстрированную рисунками самого художника. Матюшин писал: «Филонов долго и упорно творчески работал как художник, одновременно искал и создал ценную фактуру слова и речи. Как бы коснувшись глубокой старины мира, ушедшей в подземный огонь, его слова возникли драгоценным сплавом, радостным, сверкающим кусками жизни, и ими зачата книга мирового расцвета…». Написанные сдвиговой ритмизованной прозой, поэмы Филонова по сложной многоплановой образности и свойственному им столкновению неологизмов с архаизмами родственны стихотворной практике Хлебникова. Поэт высоко ставил литературный дебют художника: «от Филонова как писателя я жду хороших вещей; и в этой книге есть строчки, которые относятся к лучшему, что написано о войне»

Е. Ф. Ковтун

### Хлебников в армии (1916—1917)

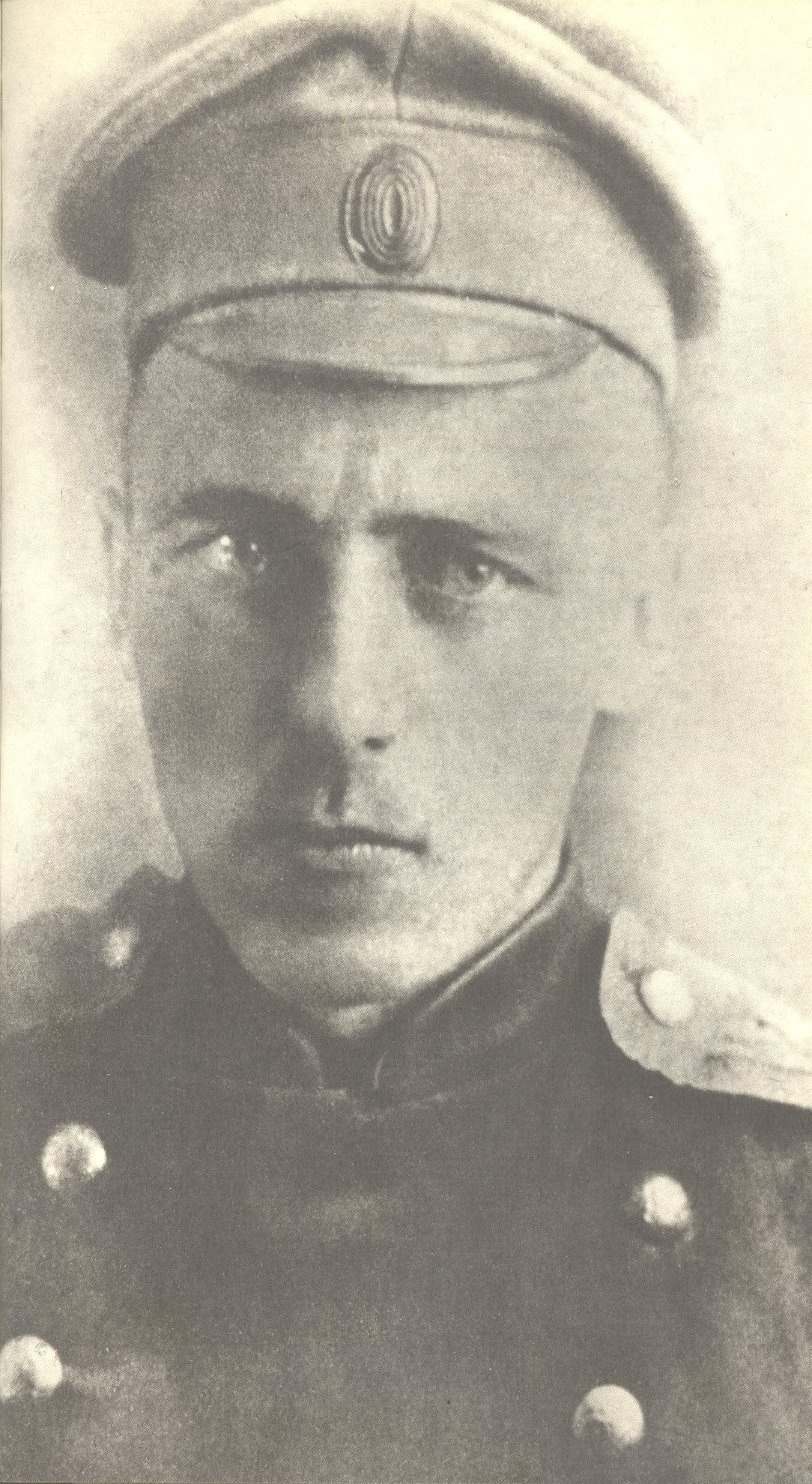
Хлебников в армии в 1916 году

Весной 1916 года Хлебников уехал в Астрахань и оттуда 8 апреля был мобилизован на военную службу, в 93-й запасной пехотный полк, находившийся в Царицыне. Военная служба давалась Хлебникову с большим трудом, о чём свидетельствуют его письма родным и знакомым. В это время он написал большое количество антивоенных стихотворений, которые позже составили поэму «Война в мышеловке».
Уже через месяц после начала службы Хлебников написал давнему знакомому Н. И. Кульбину, который в годы Первой мировой войны был военным врачом-психиатром, письмо с просьбой о помощи. Тот сразу начал действовать и констатировал у Хлебникова «состояние психики, которое никоим образом не признаётся врачами нормальным», после чего поэту назначили комиссию сначала в Царицыне, потом в Казани; затем Кульбин добился того, что в августе Хлебникова отправили на ещё одну комиссию в Астрахань. Поэту удалось получить отпуск на месяц, и он в конце августа нанёс визит Николаю Асееву в Харьков.
Психиатрические комиссии продолжались до конца года. Хлебников попеременно жил то в больнице, то в казарме в Астрахани и Царицыне. В декабре его перевели в Саратов, а в начале весны 1917 года Хлебникову был предоставлен пятимесячный отпуск. Он сразу же уехал в Харьков и после этого в армию уже не вернулся.

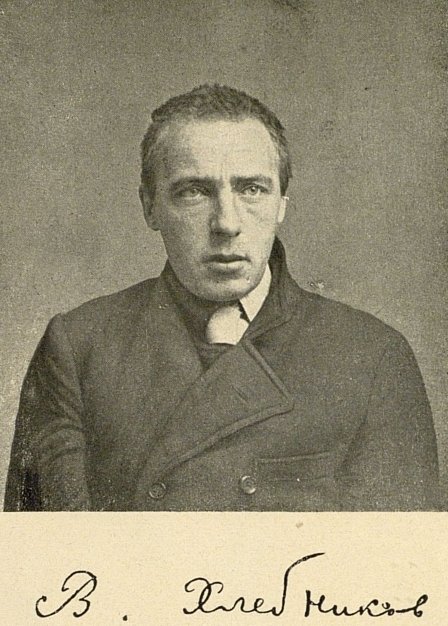
Велимир Хлебников на Украине. 1916 год

### Хлебников во время революций (1917—1918)
События Февральской революции побудили Хлебникова в мае отправиться в их центр, то есть в Петроград, где он немедленно включился в общественную и литературную жизнь: участвовал в литературной курии Союза деятелей искусств, принял участие в празднике Искусств 25 мая, написал и опубликовал несколько стихотворений, в том числе приветствовавших революцию:

Свобода приходит нагая,

Бросая на сердце цветы,

И мы, с нею в ногу шагая,

Беседуем с небом на ты.

Мы, воины, строго ударим

Рукой по суровым щитам:

Да будет народ государем

Всегда, навсегда, здесь и там!

Пусть девы споют у оконца,

Меж песен о древнем походе,

О верноподданном Солнца —

Самодержавном народе.

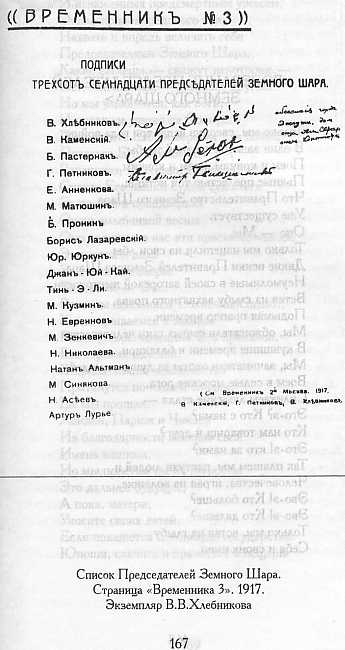
Подписи 317 Председателей Земного Шара. «Временник», 1917 год

В это время Хлебников всё ещё был увлечён идеей Общества председателей Земного шара. Он пригласил туда нескольких новых своих знакомых, например, композитора Артура Лурье.
Летом Хлебников путешествовал по России, посетив Киев, Харьков, Таганрог, Царицын и Астрахань, а в начале октября вернулся в Петроград, где поселился у Дмитрия Петровского. К тому времени у него уже кончился данный в армии отпуск, и поэту пришлось скрываться от комендатуры.
23 октября (5 ноября) 1917 было написано «Письмо в Мариинский дворец» от имени «председателей Земного шара»: «Правительство земного шара постановило: считать Временное правительство временно не существующим». Через два дня произошла Октябрьская революция; Хлебников же вскоре уехал наблюдать за развитием событий в Москву, а затем в Астрахань.
В 1918 году Хлебников снова путешествовал по России без особой цели. Весной поэт снова уехал в Москву. Там он жил в квартире врача А. П. Давыдова, в которой часто бывали представители богемы. Затем Хлебников отправился в Нижний Новгород, где пробыл довольно недолго, но успел издать несколько своих произведений в альманахе «Без муз», издававшемся Иваном Рукавишниковым. В августе он снова оказался в Астрахани, посетив попутно Казань.
При том, что ситуация в Астрахани в это время неустойчива, жизнь Хлебникова в те пять месяцев, что он провёл у родителей, была довольно стабильна, и поэт в течение необычно долгого для себя времени имел постоянную работу — сотрудничал в газете «Красный воин», органе Астраханского Военного совета. Вместе с Рюриком Ивневым Хлебников в это время участвовал в литературной жизни Астрахани и планировал издать многоязычный литературный сборник на русском, калмыцком, персидском и других языках.

### Харьков и Баку (1919—1920)

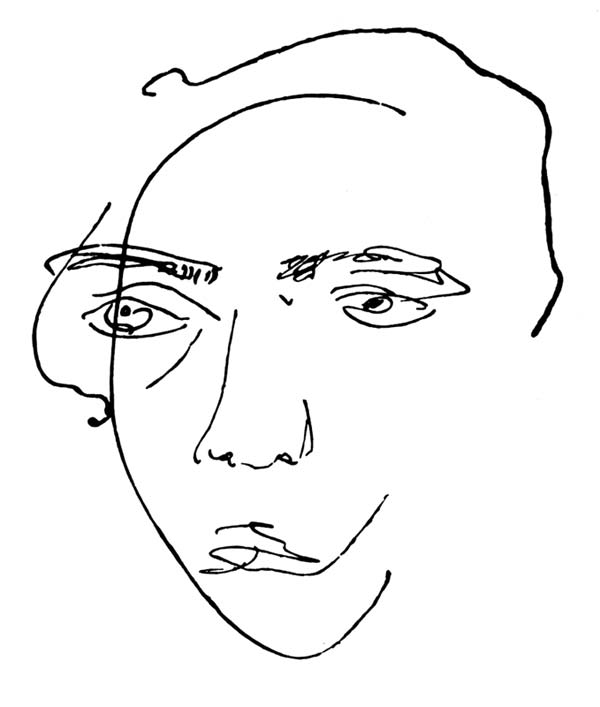
Велимир Хлебников, автопортрет

Только в начале 1919 года Хлебников уехал из Астрахани. Поэт направился в Москву, где должна была выйти его книга, которая находилась в плане, предложенном Маяковским издательству ИМО. План был одобрен А. В. Луначарским, но сборник так и не появился, во многом из-за того, что Хлебников, уже написавший вступительную статью для этого издания, весной неожиданно уехал в Харьков. Делами, связанными с изданием стихов Хлебникова в Москве, занимался в основном Маяковский.
Конец лета и осень 1919 года Хлебников провёл в психиатрической лечебнице, известной в Харькове как Сабурова дача. Там поэт спасался от призыва в деникинскую армию, которая в 25 июня заняла город. Этот период стал чрезвычайно плодотворным для Хлебникова: он написал большое количество небольших стихотворений, поэмы «Лесная тоска», «Поэт» и др. После того, как поэту был поставлен диагноз, позволявший избежать призыва, Хлебников остался в Харькове, где вскоре написал утопическую поэму «Ладомир», одно из самых значительных своих произведений. Примерно тогда же, в начале 1920 года, появляется поэма «Разин» с подзаголовком «заклятье двойным теченьем речи, двояковыпуклая речь», каждая из примерно четырёхсот строк которой представляет собой палиндром:

Сетуй, утёс!

Утро чорту!

Мы, низари, летели Разиным.

Течёт и нежен, нежен и течёт,

Волгу див несёт, тесен вид углов…
Весной 1920 года в Харькове оказались поэты-имажинисты Сергей Есенин и Анатолий Мариенгоф, с которыми Хлебников быстро свёл знакомство. По инициативе Есенина в Городском харьковском театре была проведена публичная церемония «коронования» Хлебникова как Председателя Земного шара. В церемонии участвовали С. Есенин, А. Мариенгоф и Б. Глубоковский. Вскоре он опубликовал три стихотворения в сборнике имажинистов «Харчевня зорь», вышедшем в Харькове. Через год Есенин издал в Москве отдельным изданием поэму Хлебникова «Ночь в окопе», крупное поэтическое произведение на тему Гражданской войны.
15 августа 1920 года Хлебников выступил с чтением стихов на сцене ростовского «Подвала поэтов».
Осенью 1920 года Хлебников оказался в Баку, где по инициативе Коминтерна проходил Первый съезд народов Востока (Азия всегда интересовала поэта). После него поэт решил не возвращаться в Харьков, а пробраться ещё дальше на восток, в Персию. Вскоре его замысел был осуществлён, но до этого Хлебников успел съездить в Ростов-на-Дону, где местная театральная студия осуществила постановку его пьесы «Ошибка смерти» (где роль одного из гостей Смерти сыграл Евгений Шварц, в будущем — знаменитый драматург), Армавир, а также в Дагестан, а после этого ещё несколько месяцев провести в Баку.

### Хлебников в Персии (1921)
В апреле 1920 года на севере Ирана вспыхнуло антиправительственное восстание. 5 июня того же года было объявлено о создании в провинции Гилян Персидской советской республики. В начале 1921 года советская Россия, поддерживавшая повстанцев, сформировала в Баку Персидскую красную армию (Персармию), которая была направлена в Персию. Хлебников был приписан к армии в качестве лектора и 13 апреля 1921 года отправился в Энзели. Там Хлебников провёл вместе с художником Мечиславом Доброковским некоторое время и свёл знакомство с несколькими дервишами, а также сам стал известен среди местных жителей как «русский дервиш». Из Энзели Персармия переместилась в Решт, а оттуда (в начале июля) — в Шахсевар, по направлению к Тегерану. И тут он поступает на службу к талышскому хану в качестве воспитателя его детей. Жизнь в ханском дворце произвела на Хлебникова сильное впечатление. Особенно ему запомнилась комната, где в полу был вмонтирован аквариум с золотыми рыбками; потолок над аквариумом состоял из большого зеркала, отражавшего его целиком. Хан лежал на подушках, смотрел в потолок и любовался отражавшимися золотыми рыбками. В поэме «Труба Гуль-муллы» Хлебников описывал этот эпизод. Поработать там ему довелось лишь месяц — из-за измены одного из главнокомандующих революционных войск наступление на Тегеран было приостановлено, а Хлебников в августе 1921 года вернулся в Россию.
Путешествие в Иран стало очень плодотворным для Хлебникова. В этот период он создал большой цикл стихотворений, а также начал поэму «Труба Гульмуллы», посвящённую его впечатлениям от Персии, которая была завершена в конце 1921 года.

### Последний год жизни и смерть (1921—1922)

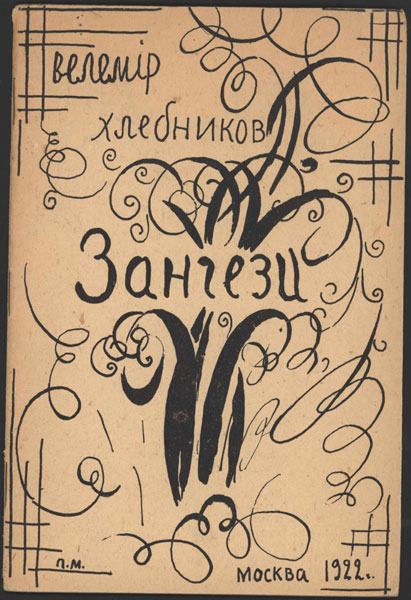
Обложка книги со сверхповестью «Зангези», 1922

После возвращения из Персии Хлебников снова путешествовал, не останавливаясь нигде на срок больше нескольких месяцев. Некоторое время опять жил в Баку, но довольно скоро уехал в Железноводск, где жил на даче у своих знакомых — Самородовых. Там он заканчивал свой трактат о «законах времени», названный «Доски судьбы», а также готовил к публикации написанные за последнее время стихи и поэмы — вскоре Хлебников в очередной раз собирался ехать в Москву, чтобы заняться изданием своих стихов. Ещё 3 месяца поэт провёл в Пятигорске, работая ночным сторожем. По другим данным, работал в Пятигорском отделении РОСТА. На этот период приходится ещё один творческий подъём — Хлебников в Пятигорске написал поэмы «Ночь перед Советами», «Председатель Чеки», а также небольшие стихотворения и другие поэмы. Было опубликовано несколько статей Хлебникова, посвящённых числовым закономерностям и радио, некрологи А. А. Блоку и Н. С. Гумилёву. В это время в творчестве Хлебникова важное место занимает настоящее, а не прошлое или будущее, он пишет несколько стихотворений социальной тематики.
В декабре Хлебников вспомнил о своём желании ехать в Москву и неожиданно для окружающих отправился в столицу. Там его встретили старые друзья — Кручёных и Маяковский. Они обеспечили его жильём и поспособствовали тому, что Хлебников стал членом официального Союза поэтов (это произошло в январе 1922 года), а также устроили несколько творческих вечеров в богемном кафе, известном как «Домино». Тем не менее, поэт печатается гораздо меньше, чем в Пятигорске. Одна из немногих публикаций — стихотворение «Эй, молодчики-купчики…», появившееся в марте 1922 года в газете «Известия». В этом произведении проявилось недовольство Хлебникова нэпмановской Москвой:

Эй, молодчики-купчики,

Ветерок в голове!

В пугачёвском тулупчике

Я иду по Москве!..

Ещё несколько стихотворений было напечатано в разных издательствах. Трактат «Доски судьбы» печатать никто не хотел, хотя Хлебников приехал в Москву во многом именно ради него. В то же время появляются исследования творчества Хлебникова, основанные на напечатанных до революции произведениях поэта, самое крупное из них — книга Романа Якобсона «Новейшая русская поэзия. Набросок первый: Подступы к Хлебникову», изданная в Праге.
К тому времени уже была закончена сверхповесть «Зангези», которая, как и «Доски судьбы», стала одним из важнейших произведений Хлебникова. Тематически она связана с «Досками судьбы»: главный герой произведения — Зангези — новый пророк. В сверхповести он излагает сформулированные в «Досках судьбы» «законы времени», учение о «звёздном языке». Произведение было опубликовано только после смерти Хлебникова.

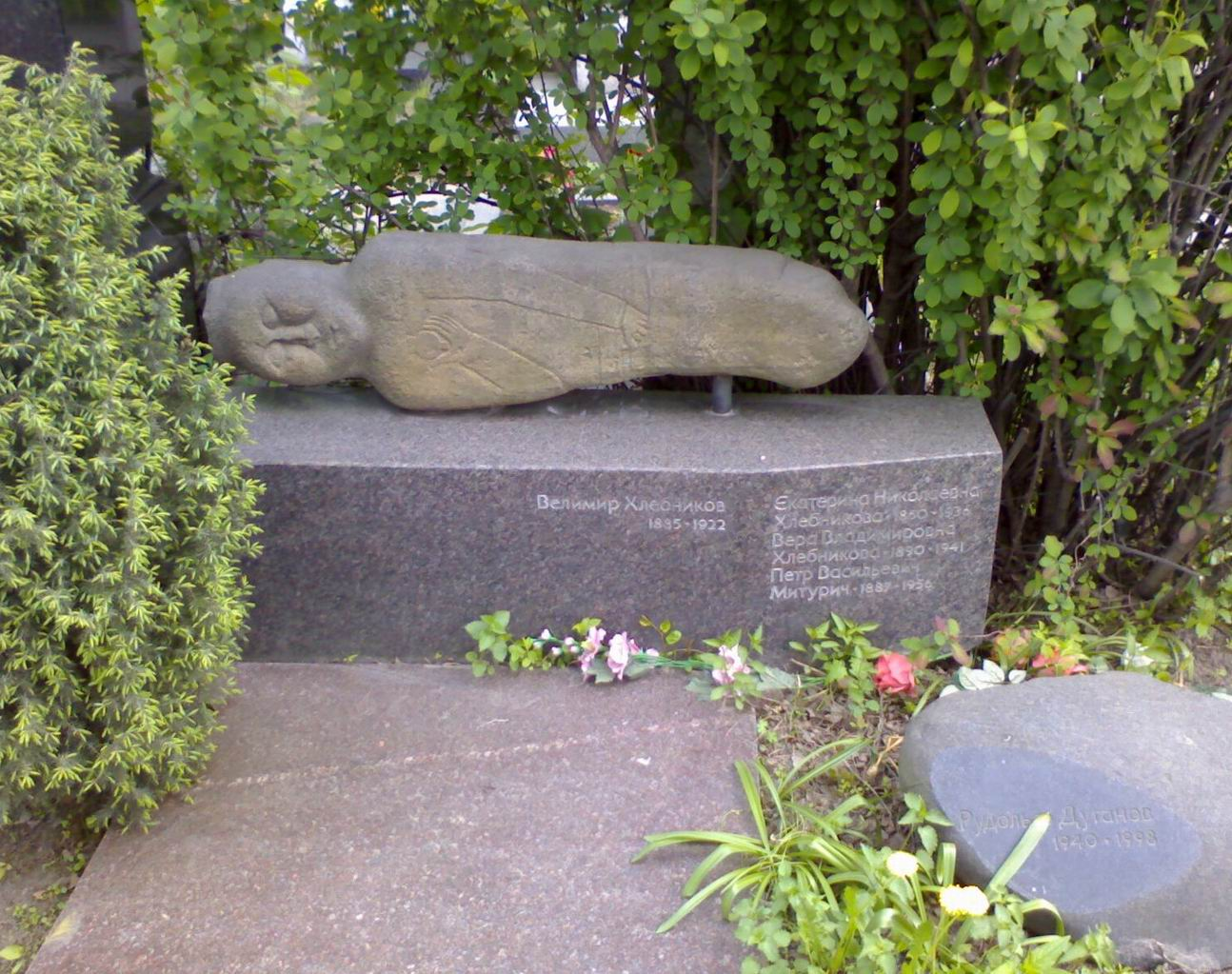
Могила В. Хлебникова на Новодевичьем кладбище

Весной поэт начал страдать от приступов лихорадки. Он хотел снова отправиться в Астрахань, но пока что это было невозможно, и новый друг и поклонник таланта Хлебникова художник Пётр Митурич (будущий муж сестры Хлебникова Веры) предложил в мае две-три недели побыть в Санталове Крестецкого уезда Новгородской губернии, где жила жена Митурича Наталья Константиновна и двое его детей. Вскоре после приезда туда Хлебников слёг, поражённый параличом. Удалённость от крупных городов делала невозможной оказание квалифицированной медицинской помощи, а врач в посёлке Крестцы сказал, что смертельной опасности нет, и торопиться с поездкой в Петроград не сто́ит. Уже через две недели было очевидно, что это не так — окончательно отнялись ноги, развилась гангрена, и Хлебникова выписали из больницы в Крестцах уже как безнадёжного больного. Митурич перевёз почти полностью парализованного поэта в Санталово, где за ним ухаживали семья Митуричей и их няня «Фопенька». 28 июня 1922 года в 9 часов утра Хлебников скончался.
Велимир Хлебников был похоронен на погосте в деревне Ручьи. В 1960 году останки поэта были перезахоронены на Новодевичьем кладбище в Москве (участок № 8, ряд 6, место 16).

## После смерти
В деревне Ручьи Крестецкого района Новгородской области, где в 1922 году был похоронен Хлебников, в 1986 году был открыт музей поэта, там проходят ежегодные литературные чтения.
В честь Хлебникова названа малая планета 3112 Велимир, открытая советским астрономом Н. С. Черных в 1977 году.

## Цитата
Во имя сохранения правильной литературной перспективы считаю долгом чёрным по белому напечатать от своего имени и, не сомневаюсь, от имени моих друзей, поэтов Асеева, Бурлюка, Кручёных, Каменского, Пастернака, что считали его и считаем одним из наших поэтических учителей и великолепнейшим и честнейшим рыцарем в нашей поэтической борьбе.
— Владимир Маяковский.

## Посмертные публикации
Первым серьёзным изданием считается 5-томное «Собрание произведений» под редакцией Н. Л. Степанова (1928−1933), а также дополняющий это собрание том «Неизданных произведений» под редакцией Н.И. Харджиева (1940). С 1941 по 1984 год в СССР вышла только одна книга Хлебникова — томик из Малой серии «Библиотеки поэта», увидевший свет в 1960-м во время т. н. «оттепели». Однако тексты Хлебникова и о Хлебникове продолжали появляться в научной и литературной периодике, в альманахах, а также — в самиздате. Количество публикаций неуклонно росло и к 100-летию поэта увенчалось выходом в свет тома «Творений» под редакцией В.П. Григорьева и А.Е. Парниса (1986). В 2000−2006 годах было осуществлено новое 6-томное издание «Собрания сочинений» (в 7-ми кн.) Хлебникова (под редакцией Е.Р. Арензона и Р.В. Дуганова).

## Основные черты творчества

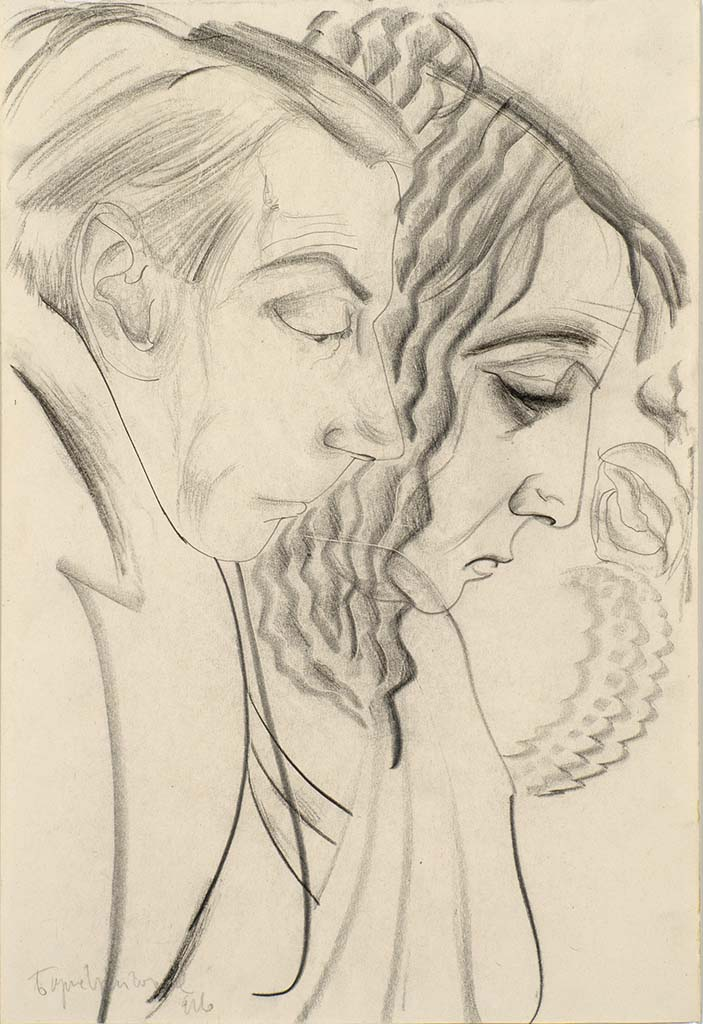
Б. Григорьев. Хлебников в будущем. 1916; бумага, карандаш. ГТГ

Среди особенностей, характеризующих творчество Хлебникова, в первую очередь можно выделить стилевое своеобразие. Оно выражается в необычной лексике (на раннем этапе творчества — изобретением большого количества неологизмов), намеренном нарушении синтаксических норм, активном использовании таких тропов как олицетворение и плеоназм.
Что касается словотворчества поэта, то существует несколько точек зрения на него. Роман Якобсон писал, что «слово в поэзии Хлебникова утрачивает предметность, далее внутреннюю, наконец, даже внешнюю форму. В истории поэзии всех времён и народов мы неоднократно наблюдаем, что поэту, по выражению Тредиаковского, важен „токмо звон“». Иного мнения придерживались такие исследователи, как В.В. Иванов и Б.А. Успенский, которые, напротив, считали, что Хлебников в своих произведениях с помощью отдельных неологизмов создавал целостные системы образов. Владимир Маяковский писал, что «Хлебников создал целую „периодическую систему слова“. Беря слово с неразвитыми, неведомыми формами, сопоставляя его со словом развитым, он доказывал необходимость и неизбежность появления новых слов». В словотворчестве Хлебникова выделяются два гипотетических языка: общеславянский (на основе русского) и «звёздный», приближающийся к зауми. Они характерны для разных периодов творчества Хлебникова: общеславянский — для 1907−1913, а «звёздный» — для 1919−1922 годов. «Славянский» период словотворчества характеризуется полным отказом от корней неславянского происхождения (за исключением имён), углублением в этимологию, экспериментами с составлением разнообразных слов на основе русских корней (как в стихотворении «Заклятие смехом»; Маяковский упоминает случай, когда в провинциальной типографии не смогли напечатать произведение Хлебникова, состоящее из шести страниц производных от корня «-люб-» из-за того, что «не хватило букв „л“»). Свою задачу как поэта Хлебников формулировал так:
Породе русской вернуть язык

Такой,

Чтоб соловьиный свист и мык

Текли там полною рекой.

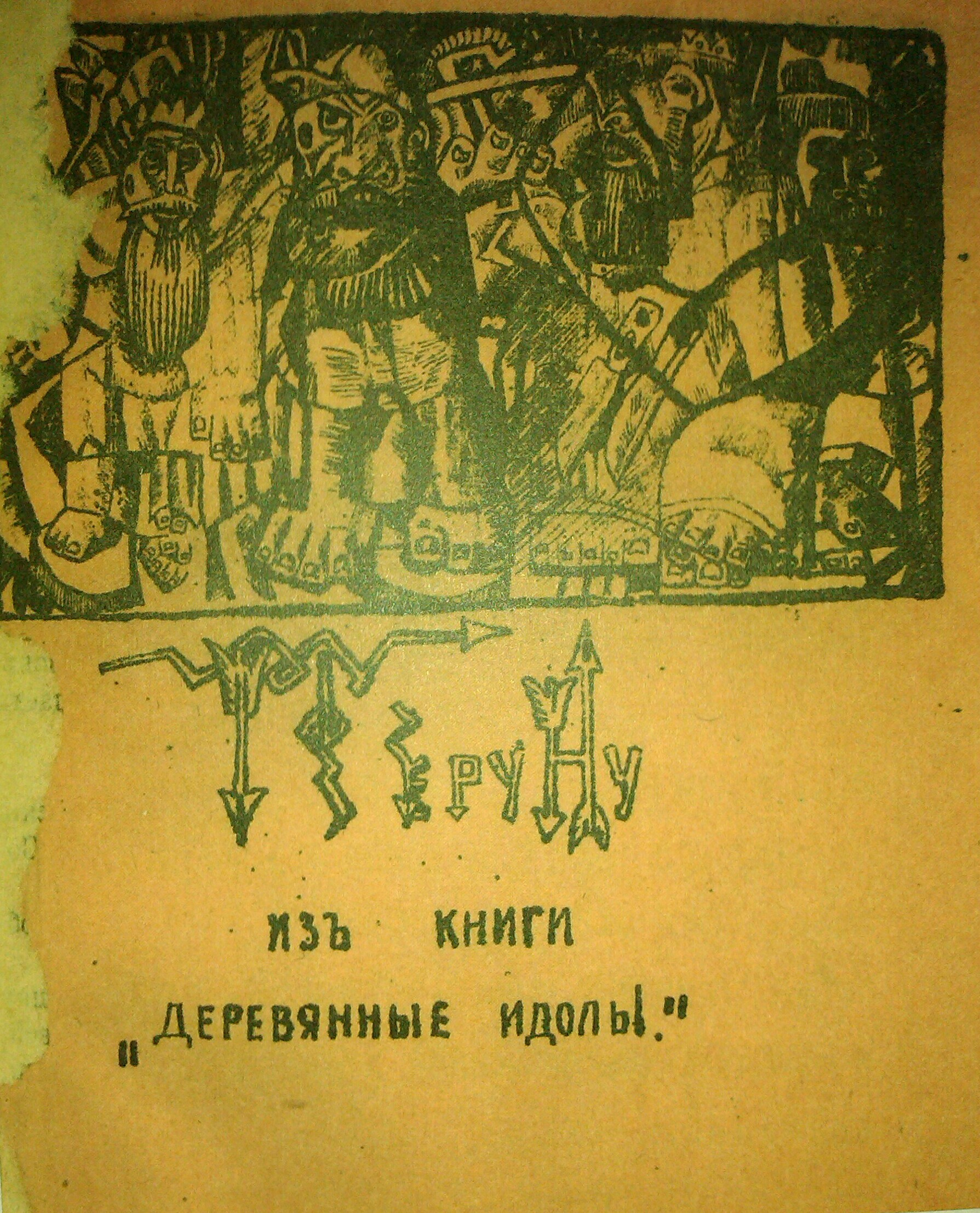
Хлебников — Перуну, приложение к Изборнику Стихов

Звёздный язык строится в основном на словообразах и, несмотря на сходство с заумью, в полной мере ей не является; его принцип предполагает создание полного мирового языка на основе универсального звучания согласных.
Учёные расходятся в мнении о том, как называть авторские словообразования Хлебникова — неологизмами или окказионализмами. Сторонники первого термина утверждают, что в данном случае употребление слова «окказионализм» некорректно, поскольку словотворчество Хлебникова было не стихийным, а целенаправленным.
Значительную часть в творчестве Хлебникова занимали космологические мотивы. Поэт выдвигал идею о том, что всё во вселенной подчиняется единым законам, а также пытался при помощи поэзии связать время и пространство: будучи студентом первого курса, Хлебников писал о себе: «Пусть на могильной плите прочтут… он связал время с пространством». Общую теорию относительности, опубликованную Альбертом Эйнштейном в 1915−1916 годах, Хлебников назвал «верой четырёх измерений», где четвёртое измерение — время. Для Хлебникова время было и волной (циклическим повторением событий), и вместе с тем неким динамизированным пространством.
Сильны в творчестве Хлебникова мифологические мотивы. Они проявляются как в прямых отсылках к мифологии (в основном, на раннем этапе, когда поэт создавал произведения с участием мифологических персонажей, в том числе и придуманных им самим), так и в анимическом мировоззрении, и, по мнению некоторых исследователей, в упоминавшейся выше идее циклического повторения событий во времени. Влияние, которое оказали на поэта национальные культуры разных народов (как европейских, так и азиатских), позволяет говорить о традиционализме в авангардистском творчестве Хлебникова.

## Влияние на культуру и оценки
В манифесте «Труба марсиан» (1916) Хлебников призвал к созданию Государства времени, которое должно прийти на смену государствам, воюющим за клочок пространства — одна из первых сверх-утопичных идей, которые в дальнейшем не раз возникали в русской литературе. Завоёвывать, вернее, отвоёвывать у вселенной время призваны Творяне, которые пришли на смену дворянам, и «изобретатели», которые пришли на смену «приобретателям». «Скрижалями» новой веры государства времён стал трактат «Доски судьбы», где Хлебников сообщает открытые им законы повторяемости в истории одних и тех же событий и воплощений одних и тех же личностей. Например, себя он считал фараоном Эхнатоном, введшим монотеизм в Египте; Омаром Хайямом; усомнившимся в очевидности аксиомы Евклида Лобачевским, который создал неевклидову, «Воображаемую геометрию» (См. «Ка»). И, разумеется, Хлебниковым, который сменил в поэзии пушкинское «доломерие Эвклида» на хлебниковское «доломерие Лобачевского».

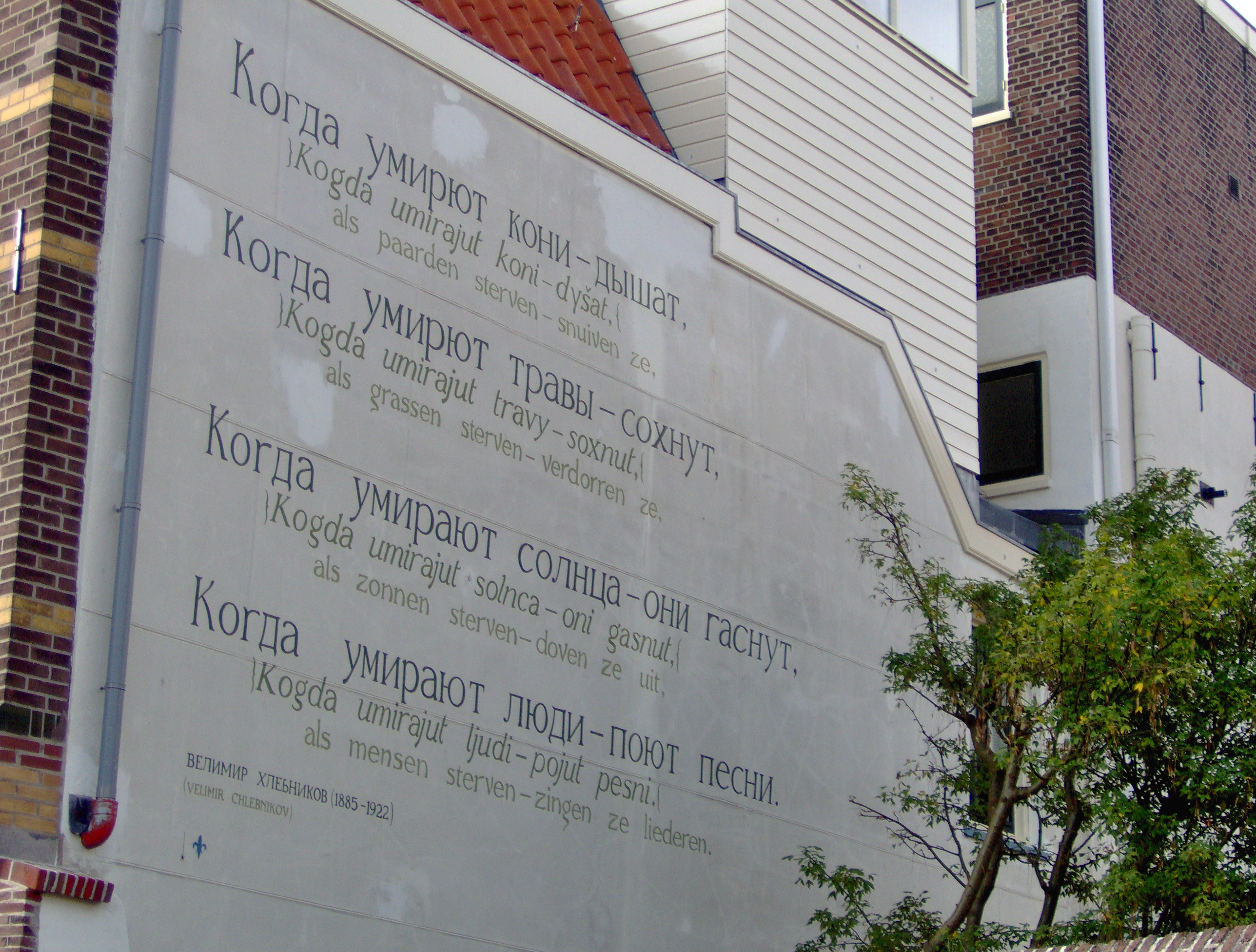
Стихотворение Хлебникова на стене дома в Лейдене, Нидерланды.

Из нововведений Хлебникова сто́ит отметить изобретённый им жанр сверхповесть. Однако ни один из неологизмов поэта не укрепился в языке. Вопреки распространённой легенде, слово «лётчик» было придумано не Хлебниковым. Также неустойчива орфография имени Хлебникова: наряду с написанием Велимир употребляется и написание Велемир, используемое самим Хлебниковым и его современниками.
Хлебников — один из признанных лидеров русского авангарда начала XX века, так как он осознанно занимался выстраиванием нового искусства. Многие футуристы, в том числе и Маяковский, называли его своим учителем; высказываются предположения о влиянии поэтического языка Хлебникова на творчество Андрея Платонова, Николая Асеева, Бориса Пастернака. В то же время Хлебников часто оставался в тени, так как организаторской деятельностью в основном занимались Давид Бурлюк и Маяковский.
В своей статье «Буря и натиск» (1923) Осип Мандельштам отмечал:

Подобно Блоку, Хлебников мыслил язык как государство, но отнюдь не в пространстве, не географически, а во времени. Хлебников не знает, что такое современник. Он гражданин всей истории, всей системы языка и поэзии. Какой-то идиотический Эйнштейн, не умеющий различить, что ближе — железнодорожный мост или «Слово о полку Игореве». Поэзия Хлебникова идиотична — в подлинном, греческом, неоскорбительном значении этого слова. Современники не могли и не могут ему простить отсутствия у него всякого намёка на аффект своей эпохи.

Хлебников оказал воздействие на русский и европейский авангард, в том числе в области живописи и музыки. Некоторые исследователи вообще считают, что без него восприятие эстетики и поэтики авангарда неадекватно.

## Велимир Хлебников в современной культуре
- В 1987 году украинский композитор Леонид Грабовский написал вокальный цикл «Когда» для меццо-сопрано, скрипки, кларнета и фортепиано (также ударных) на стихи Велимира Хлебникова.
- В 1995 году Алексеем Хвостенко совместно с группой «АукцЫон» была предпринята попытка музыкально оформить некоторые стихи Хлебникова — был выпущен альбом «Жилец вершин»[56].
- В 1997 году харьковский композитор Алексей Коломийцев написал оперу «Ночной обыск» по мотивам одноимённой поэмы Велимира Хлебникова. Сюжет оперы основан на кровавых событиях 1917 года. Премьера состоялась 17 декабря 2008 года в учебном театре Харьковского государственного университета искусств имени И. П. Котляревского.
- Композитор Дмитрий Батин написал произведение для мужского хора «Снежно-могучая краса» (2004 год)
- 17 сентября 2009 года композитор Владимир Мартынов, тувинский ансамбль «Хуун-Хуур-Ту» и пермский академический хор «Млада» представили в Перми постановку «Дети Выдры» на стихи Велимира Хлебникова[57]
- В январе 2010 года художники Наталья Дурицкая и Сергей Сапожников провели в Ростове-на-Дону акцию «Здесь был Вова», отчасти посвящённую выступлению в 1920 году Велимира Хлебникова в «Подвале поэтов», ныне известном ростовчанам как Туалет на Газетном[58].
- В марте 2010 года Леонидом Фёдоровым и Владимиром Волковым был выпущен альбом «Разинримилев», все песни которого были написаны на стихи Велимира Хлебникова[59]. Альбом был записан при участии американских музыкантов Марка Рибо и Джона Медески. Литературная основа альбома — поэма-перевертень (палиндром) Велимира Хлебникова «Разин».
- В 2013 году вышел музыкальный альбом рок-готик проекта «Династия Посвящённых» «Sic transit gloria mundi», на котором имеется песня «Вели миру, Велемир!», посвящённая Велимиру Хлебникову.

## Адреса в Санкт-Петербурге
- 11-я линия В. О., 48 [60]

## Семья
- Отец — Владимир Алексеевич Хлебников (1857—1935), учёный-орнитолог, основатель первого в России государственного заповедника в дельте Волги.
- Старшая сестра — Екатерина Хлебникова (1883—1924).
- Младшая сестра — Вера Владимировна Хлебникова (1891—1941), русская художница.
- Старший брат — Борис Хлебников (1884—1908)[61].
- Младший брат — Александр Хлебников (1888—1919)[61].

## Память
- Музей Велимира Хлебникова в деревне Ручьи Новгородской области
- Дом-музей Велимира Хлебникова в Астрахани
- В Калмыкии в селе Малые Дербеты установлен памятник Велимиру Хлебникову, автором которого является калмыцкий скульптор и график Степан Ботиев[62]. Также в Малодербетовской гимназии им. Б. Б. Бадмаева открыт музей великого писателя, где собраны книги и рукописи поэта, а также личные вещи.[источник не указан 3080 дней]
- В Казани именем Хлебникова названа улица[63]
- В Одессе, на доме, где проживал поэт (ул. Белинского, 13), установлена мемориальная доска.
- В Элисте, в его честь названа гимназия.
- Именем Хлебникова названы улицы в Астрахани и Тулугановке.

### Документальные фильмы
- Поэты Серебряного Века: Велимир Хлебников, 1885—1922 (1985)
- Где ты, королевство Лебедия? (1990)
- Путешествие с двойником (Из цикла «Хлебниковские игры») (1992)
- Доски судьбы (Из цикла «Хлебниковские игры») (1994)
- Открытие музея Велимира Хлебникова (1995)
- Русский Авангард. Роман с революцией (1999)
- Царапина по небу (2004)
- Король времени. Велимир Хлебников (2008)

### Киновоплощения
| Год  | Страна | Название              | Режиссёр                                | Велимир Хлебников  |
| ---- | ------ | --------------------- | --------------------------------------- | ------------------ |
| 2013 | Россия | «Маяковский. Два дня» | Дмитрий Томашпольский, Елена Демьяненко | Алексей Девотченко |

### Прижизненные издания
- Хлебников, Велимир. Учитель и ученик. — Херсон, 1912.
- Хлебников, Велимир. Творения. — М., 1914.
- Хлебников, Велимир. Ладомир. — Харьков, 1920.
- Хлебников, Велимир. Зангези. / Обл. П. Митурича. — М., 1922.

### 1923—1940
- Хлебников, Велимир. Стихи / Обложка А. Борисова. — М., 1923
- Хлебников, Велимир. Неизданный Хлебников: Вып. I—XXX / Под редакцией А. Кручёных. — М.: Издательство «Группы друзей Хлебникова», 1928—1935.
- Хлебников, Велимир. Собрание произведений: в 5 т. / Под общей редакцией Ю. Тынянова, Н. Степанова. — Л.: Издательство писателей в Ленинграде, 1928—1933.
- Хлебников, Велимир. Неизданные произведения / Под редакцией Н. Харджиева, Т. Грица. — М.: Художественная литература, 1940.

### 1984—2001
- Хлебников В. Ладомир / Вступительная статья, составление, подготовка текста и примечания Р. В. Дуганова. — Элиста, 1984.
- Хлебников В. Стихотворения и поэмы / Составление, подготовка текста и примечания Р. В. Дуганова. — Волгоград, 1985.
- Хлебников Велимир. Ладомир: Поэмы. — М.: Современник, 1985.
- Хлебников В. Стихотворения. Поэмы. Драмы. Проза / Вступительная статья, составление, подготовка текста и примечания Р. В. Дуганова. — М.: Советская Россия, 1986.
- Хлебников Велимир. Творения / Общая редакция и вступительная статья М. Я. Полякова; Составление, подготовка текста и комментарии В. П. Григорьева и А. Е. Парниса.. — М.: Советский писатель, 1986. — 736 с. — 200 000 экз.
- Хлебников В. «Утёс из будущего»: Проза, статьи / Вступительная статья, составление, подготовка текста и примечания Р. В. Дуганова. — Элиста, 1988.
- Хлебников Велимир. Избранное: Стихи и поэмы / Предисловие Вл. Смирнова. — М.: Детская литература, 1989.
- Хлебников Велимир. Избранные сочинения. — СПб.: Азбука, 1998. — (Азбука-Классика).
- Хлебников Велимир. Собрание сочинений: В 3 томах. — СПб.: Академический проект, 2001.

### Собрание сочинений в шести томах (2000—2006)
- Хлебников Велимир. Собрание сочинений в шести томах / Под общей редакцией Р. В. Дуганова; Составление, подготовка текста и примечания Е. Р. Арензона и Р. В. Дуганова; Российская академия наук, Институт мировой литературы имени А. М. Горького; Общество Велимира Хлебникова. — М.: ИМЛИ РАН, Наследие, 2000. — Т. 1: Литературная автобиография. Стихотворения. 1904—1916. — 546 с. — 1500 экз. — ISBN 5-9208-0022-4.
- Хлебников Велимир. Собрание сочинений в шести томах / Под общей редакцией Р. В. Дуганова; Составление, подготовка текста и примечания Е. Р. Арензона и Р. В. Дуганова; Российская академия наук, Институт мировой литературы имени А. М. Горького; Общество Велимира Хлебникова. — М.: ИМЛИ РАН, Наследие, 2001. — Т. 2: Стихотворения. 1917—1922. — 609 с. — 1500 экз. — ISBN 5-9208-0065-8.
- Хлебников Велимир. Собрание сочинений в шести томах / Под общей редакцией Р. В. Дуганова; Составление, подготовка текста и примечания Е. Р. Арензона и Р. В. Дуганова; Российская академия наук, Институт мировой литературы имени А. М. Горького; Общество Велимира Хлебникова. — М.: ИМЛИ РАН, Наследие, 2002. — Т. 3: Поэмы. 1905—1922. — 503 с. — 1500 экз. — ISBN 5-9208-0107-7.
- Хлебников Велимир. Собрание сочинений в шести томах / Под общей редакцией Р. В. Дуганова; Составление, подготовка текста и примечания Е. Р. Арензона и Р. В. Дуганова; Российская академия наук, Институт мировой литературы имени А. М. Горького; Общество Велимира Хлебникова. — М.: ИМЛИ РАН, Наследие, 2003. — Т. 4: Драматические поэмы. Драмы. Сцены. 1904—1922. — 433 с. — 1500 экз. — ISBN 5-9208-0107-3.
- Хлебников Велимир. Собрание сочинений в шести томах / Под общей редакцией Р. В. Дуганова; Составление, подготовка текста и примечания Е. Р. Арензона и Р. В. Дуганова; Российская академия наук, Институт мировой литературы имени А. М. Горького; Общество Велимира Хлебникова. — М.: ИМЛИ РАН, Наследие, 2004. — Т. 5: Стихотворения в прозе. Рассказы, повести, очерки. Сверхповести. 1904—1922. — 467 с. — 1500 экз. — ISBN 5-9208-0213-8.
- Хлебников Велимир. Собрание сочинений в шести томах / Под общей редакцией Р. В. Дуганова; Составление, подготовка текста и примечания Е. Р. Арензона и Р. В. Дуганова; Российская академия наук, Институт мировой литературы имени А. М. Горького; Общество Велимира Хлебникова. — М.: ИМЛИ РАН, Наследие, 2005. — Т. 6. Кн. 1: Статьи (наброски). Учёные труды. Воззвания. Открытые письма. Выступления. 1904—1922. — 451 с. — 1500 экз. — ISBN 5-9208-0254-5.
- Хлебников Велимир. Собрание сочинений в шести томах / Под общей редакцией Р. В. Дуганова; Составление, подготовка текста и примечания Е. Р. Арензона и Р. В. Дуганова; Российская академия наук, Институт мировой литературы имени А. М. Горького; Общество Велимира Хлебникова. — М.: ИМЛИ РАН, Наследие, 2006. — Т. 6. Кн. 2: Доски судьбы. Мысли и заметки. Письма и другие автобиографические материалы. 1897—1922. — 386 с. — 1500 экз. — ISBN 5-9208-0270-7.

### С 2007
- Хлебников Велимир. Сердце речаря / Илл. П. Перевезенцева. — СПб.: Вита Нова, 2009. — 576 с. — ISBN 978-5-93898-228-4.
- Хлебников, Велимир. Труба Марсиан. Факсимильное издание. Статья. Комментарии / статья С. В. Старкиной, коммент. А. А. Россомахина. — Спб.: Издательство Европейского университета в Санкт-Петербурге, 2013. — 96 с. : ил. + 1 отд. л. факсимиле (Манифест «Труба Марсиан» 1916 года) ISBN 978-5-94380-141-9
- Велимир Хлебников. Зангези: Сверхповесть /Velimir Khlebnikov. Zangezi: Supersaga. — М. : Бослен, 2020. — 272 с. : ил. ISBN 978-5-91187-356-1

### В переводах на другие языки

#### Переводы нагреческий язык
- Χλέμπνικοφ, Βελιμίρ. Λαντομίρ και άλλα ποιήματα [Хлебников, Велимир. Ладомир и другие труды] / Пер. на греч. Д. Триантафиллидиса. — Афины: Filntisi, 2016. — ISBN 978-618-5101-17-6.
- Velimir Hlebnyikov. Zangezi. Budapest, Helikon kiadó, 1986 [Хлебников, Велимир. Зангези] Пер. на венг.: Акош Силади. — Будапешт, изд. Хеликон, 1986. — ISBN 963-207-925-6

### Воспоминания
- Кручёных, Алексей Елисеевич. Наш выход: К истории русского футуризма. М., 1996 (Архив русского авангарда).
- Лившиц, Бенедикт Константинович. Полутораглазый стрелец // Л., 1933. (Л., 1989. (Наследие)).
- Маяковский, Владимир Владимирович. В. В. Хлебников. (статья-некролог).
- Лейтес, Александр. Хлебников — каким он был // Новый мир. 1973. № 1.
- Неймайер, Екатерина. О Велимире Хлебникове // Радуга (Киев). 1965. № 11.
- Петровский, Дмитрий. Воспоминания о Велимире Хлебникове М., 1926.
- Костерин, А. Русские дервиши. // Москва. 1966, № 9, стр. 216—221
- Козлов, Дмитрий. Новое о Велимире Хлебникове. // Красная новь, 1927, № 8, с. 177—188
- Митурич, Пётр Васильевич. Воспоминания. // Наше наследие, 1997, № 39—40.
- Хлебникова, Вера. Воспоминания. // в сб. «Велимир Хлебников. Стихи.» Тип. Товарищества «Художеств. Печатня», М., 1923.
- Хлебников, Александр. Письма. // Из архива М. П. Митурича-Хлебникова.
- Спасский, Евгений. Встречи с будетлянами и жизнь с Велимиром Хлебниковым// Литературное обозрение. 1985. № 12.
- Спасский, Сергей. Хлебников. // Литературный современник. 1935 г., № 12, с. 190—204.
- Синякова, Мария. Из воспоминаний. // Русский футуризм: теория, практика, воспоминания. М., Наследие, 1999 г., с. 383—385.

### Исследования
- Айги Г. Листки — в ветер праздника (К столетию Велимира Хлебникова) // Разговор на расстоянии: Статьи, эссе, беседы, стихи. — СПб.: Лимбус Пресс, 2001. — С. 86—95.
- Акулова В. К. В. Хлебников. Поэтический космос: от поэтического элемента к мифу // Велимир Хлебников и мировая художественная культура на рубеже тысячелетий. VII Международные Хлебниковские чтения 7—9 сентября 2000 г. Научные доклады. Статьи. Тезисы. — Астрахань, 2000. — С. 10—14. Архивировано из оригинала 5 января 2015 года.
- Альфонсов В. Н. Чтобы слово смело пошло за живописью (Хлебников и живопись) // Литература и живопись. — Л., 1982. — С. 213—216.
- Анфимов В. Я. В. Хлебников в 1919 году. К вопросу о психопатологии творчества. // Труды 3-й Краснодарской клинической городской больницы. — Краснодар: Издание Краснодарского горздравотдела, 1935. — Вып. 1. — С. 66—73.
- Аристов, Виктор. Виктор становится Велимиром. // Страницы славной истории: Рассказы о Казанском университете. — Казань, 1987. — С. 184—200.
- Бабков, Василий. Между наукой и поэзией: «Метабиоз» Велимира Хлебникова. // Вопросы истории, естествознания и техники. 1987. — № 2. — С. 136—147.
- Баран Хенрик. Поэтика русской литературы начала XX века. — М.: Прогресс, 1993.
- Баран Хенрик. Заметки о текстах Хлебникова // Поэзия и живопись: Сборник трудов памяти Н. И. Харджиева  / Составление и общая редакция М. Б. Мейлаха и Д. В. Сарабьянова. — М.: Языки русской культуры, 2000. — С. 341—351. — ISBN 5-7859-0074-2.
- Баран Хенрик. Египет в творчестве Велимира Хлебникова: контекст, источники, мифы // Новое литературное обозрение. — 2001. — № 47.
- Баран Хенрик. О Хлебникове. Контексты, источники, мифы. — М.: Российский государственный гуманитарный университет, 2002. — 416 с. — 2000 экз. — ISBN 5-7281-0337-5.
- Баран Хенрик, Парнис, Александр. «Анабасис» Велимира Хлебникова: заметки к теме. // Евразийское пространство. Звук, слово, образ. Языки славянских культур. — М., 2003. — С. 267—298.
- Баран Хенрик. «Сверхповесть» Хлебникова «Дети Выдры» (об одной архивной находке) // Новое литературное обозрение. — 2005. — № 75.
- Берковский Наум. Велимир Хлебников. // О русской литературе. — Л., 1985. — С. 340—376.
- Бирюков Сергей. Року укор: Поэтические начала. — М.: РГГУ, 2003. О Хлебникове: с. 133, 174—188, 408—409.
- Бирюков Сергей. [Составление и комментарий]. Зевгма. Русская поэзия от маньеризма до постмодернизма: Пособие для учащихся. — М., 1994.
- Велимир Хлебников в новом тысячелетии: Антология / Редактор Вера Терёхина. — М.: ИМЛИ РАН, 2012. — 512 с. — 800 экз. — ISBN 978-5-9208-0420-4.
- Велимир Хлебников: венок поэту: Антология / Составитель, автор предисловия А. М. Мирзаев. — СПб.: Вита Нова, 2005. — 64 с. — 1500 экз.
- Гарбуз, Александр. Молния, бабочка и волна в сети мифопоэтической логики. // Материалы IX Международных Хлебниковских чтений 8—9 сентября 2005 г. — Издательский дом «Астраханский университет». — С. 207—216.
- Гаспаров, Михаил. Стих поэмы В. Хлебникова «Берег невольников». // Язык как творчество. Сб. статей к 70-летию В. П. Григорьева. — М., 1996. — С. 18—32.
- Гаспаров, Михаил. Считалка богов (о пьесе В. Хлебникова «Боги»). // Мир Велимира Хлебникова. Статьи и исследования 1911—1998. — М., 2000. — С. 279—293, 806—807.
- Гервер Лариса. Музыкальная культура Хлебникова // Вестник Общества Велимира Хлебникова. — М.: Гилея, 1996.
- Гофман В. А. Языковое новаторство Хлебникова. // Язык литературы: Очерки и этюды. — Л., 1936. — C. 185—240.
- Григорьев, Виктор и др. Очерки истории языка русской поэзии XX века. Поэтический язык и идиостиль: Общие вопросы. Звуковая организация текста. / Под редакцией В. П. Григорьева. — М.: Наука. 1990 (Часть II. Опыт описания идиостилей. Велимир Хлебников (объёмная библиография)). — ISBN 5-02-010977-5.
- Григорьев, Виктор. Будетлянин. — М.: Языки русской культуры, 2000. (Studia poetica).
- Григорьев, Виктор. Грамматика идиостиля. // Будетлянин. «Языки русской культуры». — М., 2000. — С. 57—205.
- Данилевский, Александр. Велимир Хлебников в «Крестовых сёстрах» А. М. Ремизова. // Мир Велимира Хлебникова. Статьи и исследования 1911—1998. «Языки русской культуры». — М., 2000. — С. 385—390, 817—819.
- Домиль, Валентин. О гениальности и помешательстве Велимира Хлебникова. Заметки психиатра «Русский Глобус», Июль 2007, № 7.
- Дуганов, Рудольф. Велимир Хлебников: Природа творчества. — М., 1990.
- Дуганов, Рудольф. Природа поэта. // Ладомир. Элиста, 1984. — С. 12—38.
- Дуганов, Рудольф. Проблема эпического в эстетике и поэтике Хлебникова. // Велимир Хлебников и русская литература. — М.: Прогресс-Плеяда, 2008. — С. 29—62.
- Дуганов, Рудольф. «Завтра пишу себя в прозе…» // Там же. — С. 63—121.
- Замятин Дмитрий. Геополитика языка у Велимира Хлебникова // Октябрь. — 2003. — № 7.
- Импости Габриэлла. Роль звукоподражания в поэтике итальянского и русского футуризма: Маринетти, Кручёных и Хлебников // Поэзия и живопись: Сборник трудов памяти Н. И. Харджиева  / Составление и общая редакция М. Б. Мейлаха и Д. В. Сарабьянова. — М.: Языки русской культуры, 2000. — С. 469—479. — ISBN 5-7859-0074-2.
- Ичин, Корнелия. Утопия Хлебникова и замысел «идеального государства» у Платона. // авторская электронная версия
- Кедров, Константин Александрович. Влияние Воображаемой геометрии Лобачевского и СТО Альберта Эйнштейна на художественное сознание Велимира Хлебникова. — Казанский Государственный Университет, 1969.
- Кедров, Константин Александрович. Звёздная азбука Велимира Хлебникова. — «Литературная учёба». — № 3. — 1982.
- Кедров, Константин Александрович. Сеятель очей. Красная книга культуры. — М., 1989.
- Кедров, Константин. Новая семантика (обэриуты и Хлебников). // авторская электронная версия
- Кедров, Константин. Вселенная Велимира Хлебникова // К. А. Кедров. По-этический космос. — М., 1989. — С. 164—202.
- Кузьменко, Валерий. Синхронное открытие физической сущности мнимости Велимиром Хлебниковым, Андреем Белым и Павлом Флоренским. // Материалы VIII Международных Хлебниковских чтений 18-20 сентября 2003 г. Издательский дом «Астраханский университет»; Ч. 1. — С. 180—188.
- Лаврентьев, Максим. Эсхатологические «памятники» в русской поэзии: Велимир Хлебников. // «Литературная учёба». — 2010. — № 3. — С. 71—84.
- Левин, Элизабета. Селестиальные близнецы. Амрита-Русь, 2006. — О Хлебникове: с. 364—403.
- Лекомцева, Маргарита. Интертекстуальные особенности стихотворения «Бобэоби» Хлебникова. // Лотмановский сборник. III. — М.: О. Г. И., 2004. — С. 407—418.
- Лённквист, Барбара. Работы 1979—1993 // Мироздание в слове. Поэтика Велимира Хлебникова. СПб.: Академический проект, 1999. — 234 с.
- Марков, Владимир. О Хлебникове (попытка апологии и сопротивления). // Велимир Хлебников. Собрание сочинений в трёх томах. — СПб.: «Академический проект». — Т. 1. — С. 6—40.
- Markov, Vladimir (Марков, Владимир). The Longer Poems of Velimir Khlebnikov. — Berkeley: University of California Press, 1962.
- Милнер-Гулланд Р. Поэт и художник (По поводу стихотворения В. Хлебникова «Татлин, тайновидец лопастей…») // Поэзия и живопись: Сборник трудов памяти Н. И. Харджиева  / Составление и общая редакция М. Б. Мейлаха и Д. В. Сарабьянова. — М.: Языки русской культуры, 2000. — С. 302—308. — ISBN 5-7859-0074-2.
- Нагибин Ю. М. О Хлебникове.
- Нильссон Нильс Оке. Удивительная простота непонятности Хлебникова // Заумный футуризм и дадаизм в русской культуре  / Под редакцией Луиджи Магаротто, Марцио Марцадури, Даниелы Рицци. — Bern, Berlin, Frankfurt/М., New York, Paris, Wien: Peter Lang, 1991. — С. 81—87.
- Панов, Михаил. Сочетание несочетаемого. // Мир Велимира Хлебникова. Статьи и исследования 1911—1998. «Языки русской культуры». — М., 2000. — C. 303—332.
- Панова, Лада. «Ка» Хлебникова: сюжет как жизнетворчество. // Материалы конференции «Художественный текст как динамическая система», посвящённой 80-летию В. П. Григорьева. — М.: Азбуковник, 2006. — С. 535—551.
- Перцова, Наталья. O «звёздном языке» Велимира Хлебникова. // Мир Велимира Хлебникова. Статьи и исследования 1911—1998. — М., 2000. — С. 359—384, 815—817.
- Перцова Наталья. Словарь неологизмов Велимира Хлебникова / Предисловие Хенрика Барана. — Wien — Moskau: Wiener Slawistischer Almanach, 1995. — 560 с. — (Wiener Slawistischer Almanach. Sonderband 40). — 600 экз.
- Перцова Н. Н. Словотворчество Велимира Хлебникова. — М.: Издательство МГУ, 2012. — 190 с. — 500 экз. — ISBN 978-5-211-05342-7.
- Рудавина Л. В. Велимир Хлебников — пациент Сабуровой дачи // История Сабуровой дачи: Успехи психиатрии, неврологии, нейрохирургии и наркологии. Сборник научных работ Украинского НИИ клинической и экспериментальной неврологии и психиатрии и Харьковской городской клинической психиатрической больницы № 15 (Сабуровой дачи)  / Под общей редакцией И. И. Кутько и П. Т. Петрюка. — Харьков: [Б. и.], 1996. — Т. 3. — С. 68—71.
- Седакова О. А. Этнографический комментарий к одной строфе Хлебникова // Поэзия и живопись: Сборник трудов памяти Н. И. Харджиева  / Составление и общая редакция М. Б. Мейлаха и Д. В. Сарабьянова. — М.: Языки русской культуры, 2000. — С. 352—356. — ISBN 5-7859-0074-2.

- Скуратовский, Вадим. Хлебников-культуролог. // Мир Велимира Хлебникова. Статьи и исследования 1911—1998. «Языки русской культуры». — М., 2000. — С. 461—489, 825—827.
- Сочнев Алексей. «Вот тебе 50 копеек в день, и пиши стихи». Литературовед Евгений Арензон о Велимире Хлебникове как вожде русской поэзии // Лента.ру. — 2015. — 8 ноября.
- Старкина С. В. Велимир Хлебников. Король времени / Составитель библиографии С. В. Старкина; Составитель указателя творческих организаций и указателя имён В. В. Борисова. — СПб.: Вита Нова, 2005. — 478 с. — (Жизнеописания). — 1500 экз. — ISBN 978-5-93898-073-9.
- Старкина С. В. Велимир Хлебников. — М.: Молодая гвардия, 2007. — 339 с. — (Жизнь замечательных людей). — 5000 экз. — ISBN 978-5-235-02963-7.
- Старкина С. В. Хлебников Велимир // Энциклопедия русского авангарда: Изобразительное искусство. Архитектура  / Авторы-составители В. И. Ракитин, А. Д. Сарабьянов; Научный редактор А. Д. Сарабьянов. — М.: RA, Global Expert & Service Team, 2013. — Т. 2: Биографии. Л—Я. — С. 522—524. — ISBN 978-5-902801-11-5.
- Степанов Н. Л. Велимир Хлебников. — М.: Советский писатель, 1975. — 281 с.
- Тынянов, Юрий. О Хлебникове // Хлебников В. Собрание произведений. — Т. 1. — Л., 1928. — С. 9—30.
- Харджиев, Николай. Маяковский и Хлебников. // Харджиев Н., Тренин В. Поэтическая культура Маяковского. — М., 1970. — С. 96—126, 318—320.
- Харджиев, Николай. Статьи о Хлебникове. // От Маяковского до Кручёных. Избранные работы о русском футуризме. — М.: Гилея, 2006. — С. 300—313, 319—336.
- Чеников, Игорь. Хлебников и современная циклистика. // авторская электронная версия
- Шапир, Максим. К реконструкции «московского мифа». // авторская электронная версия
- Щетников, Андрей. К вопросу о датировке некоторых ранних прозаических произведений Велимира Хлебникова. // «Новое литературное обозрение». — № 64. — 2003. — С. 284—299.
- Щетников, Андрей. Заметки о стихотворении Велимира Хлебникова «Есть запах цветов медуницы…» // В сб.: Интерпретация и авангард: Межвузовский сборник научных трудов. — Новосибирск: Изд. НГПУ, 2008. — С. 26—33.
- Щетников, Андрей. «Законы времени» Велимира Хлебникова: критический анализ одного мифа. // В кн.: Доски судьбы Велимира Хлебникова: текст и контексты. — М.: Три квадрата, 2008. — С. 131—139.
- Щетников, Андрей. Заметки о стихотворении Велимира Хлебникова «Весны пословицы и скороговорки…» // В сб.: Архэ: Труды культурологического семинара. Вып. 6. — М.: РГГУ, 2011. — С. 112—118.
- Якобсон Роман. Новейшая русская поэзия. Набросок первый: Подступы к Хлебникову // Якобсон Р. О. Работы по поэтике: Переводы  / Составление и общая редакция М. Л. Гаспарова. — М.: Прогресс, 1987. — С. 272—316.
- Мир Велимира Хлебникова: Статьи. Исследования (1911—1998) / Под общей редакцией А. Е. Парниса. — М.: Языки русской культуры, 2000. — (Язык. Семиотика. Культура).
- Genevieve Cloutier. Velimir Chlebnikov and Pavel Filonov’s «Formulae» and the Question of History in Russian Avant-Garde // Russian Literature. — 65. — 2009, № 4. — P. 421—429.
- [boslen.ru/sverkhpovest-zangezi-velimira-khlebnikova-novaya-tekstologiya-kommentariy-retseptsiya-dokumenty-issledovaniya-illyustratsii/ Сверхповесть «Зангези» Велимира Хлебникова: Новая текстология. Комментарий. Рецепция. Документы. Исследования. Иллюстрации] / составитель и научный редактор А. А. Россомахин. — М.: Бослен, 2021. — 416 с.: ил. + цв. вкл. [32] с. ISBN 978-5-91187-358-5.